# Ba Lan
Ba Lan, quốc hiệu là Cộng hòa Ba Lan, là một quốc gia có chủ quyền ở Trung Âu, tiếp giáp với Đức, Slovakia, Cộng hòa Séc, Ukraina, Belarus, Litva, Nga và biển Baltic; diện tích 312.696 km², dân số 38,5 triệu (2020) gần như thuần chủng người Ba Lan, đa phần (95%) theo đạo Công giáo Rôma được truyền bá vào đây khi nhà nước Ba Lan đầu tiên hình thành vào thế kỷ 10. Lãnh thổ Ba Lan trong lịch sử có nhiều thay đổi, biên giới hiện nay có từ sau Chiến tranh thế giới thứ hai theo Thoả thuận Yalta.
Quốc gia Ba Lan được thành lập từ hơn 1.000 năm trước và đạt tới thời kỳ hoàng kim ở gần cuối thế kỷ XVI dưới thời Triều đại Jagiellonia, khi Ba Lan là một trong những nước lớn nhất, giàu nhất và mạnh nhất Châu Âu. Năm 1791, hạ viện của Khối thịnh vượng chung Ba Lan-Litva chấp nhận Hiến pháp mùng 3 tháng 5, hiến pháp hiện đại đầu tiên của châu Âu và thứ hai trên thế giới sau Hiến pháp Hoa Kỳ. Ngay sau đó, nước này dừng tồn tại sau khi bị phân chia bởi các nước láng giềng là Nga, Áo và Phổ. Ba Lan giành lại độc lập năm 1918 sau Chiến tranh thế giới thứ nhất với tư cách Nền Cộng hoà Ba Lan thứ hai. Sau Chiến tranh thế giới thứ hai nước này trở thành một quốc gia vệ tinh đi theo chủ nghĩa cộng sản của Liên bang Xô viết với cái tên Cộng hòa Nhân dân Ba Lan. Năm 1989 cuộc bầu cử bán đa đảng đầu tiên tại Ba Lan thời hậu chiến đã chấm dứt cuộc đấu tranh của Công đoàn Đoàn Kết (Solidarność) khi phong trào này đánh bại những người cầm quyền thuộc Đảng cộng sản Ba Lan. Nền Cộng hoà Ba Lan thứ ba hiện tại đã được thành lập vài năm sau khi một hiến pháp mới ra đời năm 1997. Năm 1999 gia nhập NATO, và năm 2004 tham gia vào Liên minh châu Âu.
Ba Lan là một cường quốc trong khu vực Trung Âu. Nền kinh tế Ba Lan là nền kinh tế lớn thứ sáu trong EU tính theo GDP (tính theo PPP) và là một trong những nền kinh tế năng động trên thế giới. Ba Lan nổi tiếng xuất khẩu các mặt hàng như máy móc, hàng dệt, hoá chất, khoáng sản, gỗ, sản phẩm về da và giấy. Đất nước này cũng đạt thứ hạng cao về Chỉ số phát triển con người. Ba Lan là một quốc gia có nền kinh tế phát triển, một trong những nền kinh tế có mức thu nhập cao theo phân loại của Ngân hàng thế giới, với mức sống, các bảng xếp hạng về chất lượng cuộc sống, an toàn công cộng, giáo dục và tự do kinh tế cũng xếp Ba Lan ở vị trí cao trong khu vực và trên thế giới. Bên cạnh một hệ thống giáo dục tiểu học và trung học phát triển, giáo dục đại học ở Ba Lan là hoàn toàn miễn phí, nhà nước cũng cung cấp một hệ thống an sinh xã hội rộng rãi và một hệ thống chăm sóc sức khỏe phổ cập toàn dân. Ba Lan có tổng cộng 16 Di sản Thế giới được UNESCO công nhận, 15 trong số đó là các di sản văn hóa.

## Tên gọi
Tên gọi của Ba Lan trong tiếng Việt bắt nguồn từ tiếng Trung. Trong tiếng Anh, quốc gia này được goi là "Poland". Bằng tiếng Trung, "Po-land" được phiên âm thành "波蘭" (pinyin: "Bō lán"). "波蘭" có âm Hán Việt là "Ba Lan".
"Cộng hòa Ba Lan" trong tiếng Ba Lan là Rzeczpospolita Polska. Từ rzeczpospolita là cái tên lịch sử từng được sử dụng liên tục từ thế kỷ XVI, thời còn tồn tại Khối thịnh vượng chung Ba Lan - Litva, một chế độ quân chủ do quý tộc bầu chọn. Thuật ngữ rzeczpospolita có thể mang ý nghĩa "thịnh vượng chung" hay "cộng hoà" (có hai cách dịch sang tiếng Ba Lan cho thuật ngữ republic của tiếng Anh: republika và rzeczpospolita; nghĩa thứ hai hiện chỉ được sử dụng riêng cho Ba Lan, ví dụ Republika Czeska - Cộng hoà Séc, Republika Francuska - Cộng hoà Pháp, vân vân). Trong thời dưới quyền cộng sản (1952-1989) tên chính thức của nước này là Cộng hòa Nhân dân Ba Lan (Polska Rzeczpospolita Ludowa), cái tên này là sự ngắt đoạn duy nhất trong lịch sử cách gọi tên chính thức.

## Lịch sử

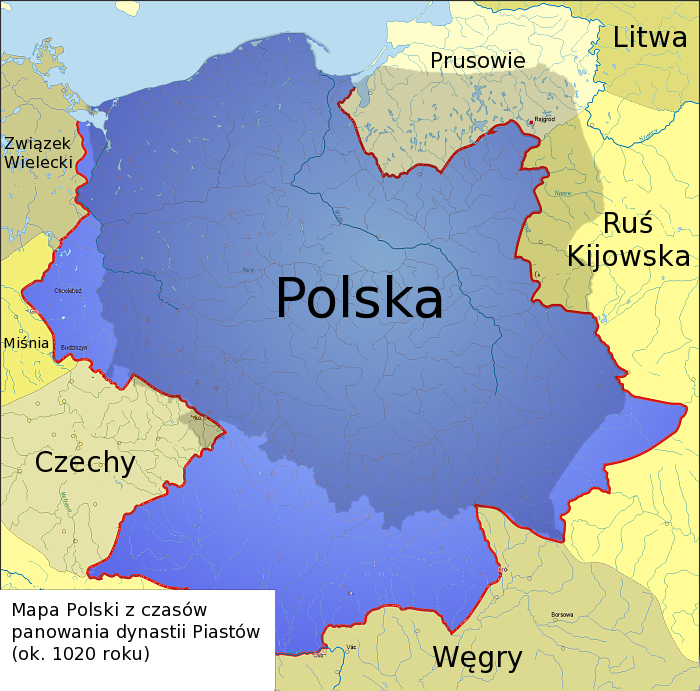
Ba Lan năm 1020 dưới triều đại Piast

Ba Lan bắt đầu trở thành một thực thể và lãnh thổ được ghi nhận từ khoảng giữa thế kỷ thứ X dưới thời triều đại Piast. Nhà vua Ba Lan đầu tiên được ghi chép trong lịch sử, Mieszko I, được rửa tội năm 966, chấp nhận Công giáo làm tôn giáo chính thức mới của quốc gia, và đa phần dân cư đều cải theo đạo này trong thế kỷ tiếp sau.
Ở thế kỷ XII, Ba Lan bị phân chia thành nhiều quốc gia nhỏ hơn, các quốc gia này sau đó đã bị các đội quân Mông Cổ tàn phá trong những năm 1241, 1259 và 1287. Năm 1320 Władysław I trở thành vua nước Ba Lan mới tái thống nhất. Con trai ông, Kazimierz III, chấn chỉnh lại nền kinh tế Ba Lan, xây dựng các lâu đài mới và chiến thắng trong cuộc chiến với Lãnh địa công tước Ruthenia (Lwów trở thành một thành phố Ba Lan).
Tử thần Đen (nạn dịch hạch) ảnh hưởng tới hầu như mọi vùng châu Âu trong giai đoạn 1347-1351 không lan tới Ba Lan cho tới tận năm 1389.
Thời triều đại Jagiellon, lập liên minh với nước láng giềng Litva. Một thời kỳ hoàng kim diễn ra trong thế kỷ XVI sau khi Liên minh Lublin, lập ra Khối thịnh vượng chung Ba Lan-Litva. Các công dân Ba Lan kiêu hãnh về những quyền tự do thời trước (Złota Wolność) của mình và hệ thống nghị viện Sejm, với quyền ưu tiên lớn nhất dành cho giới quý tộc szlachta. Từ thời ấy, người Ba Lan đã coi tự do là giá trị quan trọng nhất của họ; người Ba Lan thường tự gọi mình là "quốc gia của những người tự do". Về lãnh thổ, Ba Lan bành trướng ra xung quanh, chiếm nhiều vùng đất của Đế chế Nga (những vùng mà nay là Ucraina và Belarus) và thậm chí còn từng bao vây thủ đô Moskva của Nga vào năm 1612.

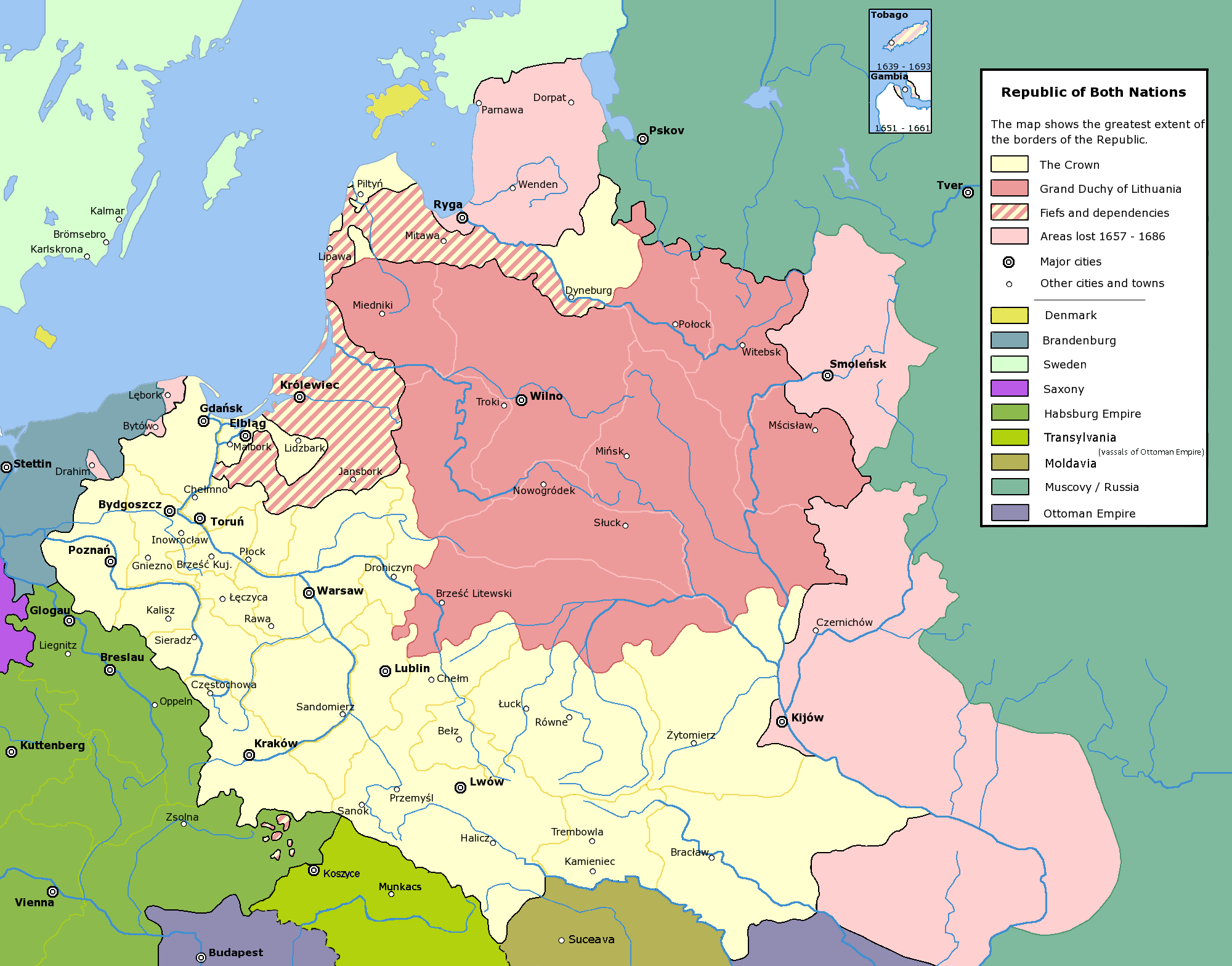
Khối thịnh vượng chung Ba Lan-Litva ở thời rộng lớn nhất, khi họ đô hộ phần lớn Ucraina và Belarus hiện nay

Giữa thế kỷ 17 , Thụy Điển xâm lược Ba Lan trong thời kỳ hỗn loạn của quốc gia này được gọi là "Đại hồng thủy" (potop). Nhiều cuộc chiến chống lại Đế quốc Ottoman, Nga, Cossacks, Transilvania và Brandenburg-Phổ cuối cùng kết thúc vào cuối năm 1699. Trong 80 năm tiếp theo, sự suy tàn của chính quyền trung ương và sự đình trệ của các định chế khiến quốc gia trở nên suy yếu, dẫn tới khuynh hướng vô chính phủ và tăng tình trạng phụ thuộc vào Nga. Cuối cùng điều này dẫn tới Liberum Veto (phủ quyết tự do), cho phép bất kỳ một thành viên nghị viện nào cũng có thể làm đình trệ hoạt động của Sejm trong kỳ họp, làm tê liệt hoàn toàn bất kỳ nỗ lực cải cách nào. Các Sa hoàng Nga lợi dụng tình trạng chính trị hỗn loạn này cung cấp tiền cho những kẻ phản quốc trong nghị viện để chúng ngăn cản mọi cải cách và nỗ lực thành lập hiến pháp mới cần thiết cho Ba Lan.Bản mẫu:Polish statehood
Thời kỳ Khai Sáng ở Ba Lan đã tạo điều kiện thuận lợi cho sự phát triển phong trào quốc gia tái thiết đất nước, mang lại hiến pháp văn bản hiện đại đầu tiên của châu Âu, Hiến pháp mùng 3 tháng 5 năm 1791. Quá trình cải cách bị ngừng trệ với ba lần phân chia Ba Lan giữa Nga, Phổ và Áo trong các năm 1772, 1793 và 1795, khiến nước này hoàn toàn tan rã. Những người Ba Lan cảm thấy nền độc lập của họ đang mất đi và đã nhiều lần đứng lên chống lại những kẻ xâm lược (xem Danh sách các cuộc khởi nghĩa Ba Lan).
Napoléon Bonaparte tái lập quốc gia Ba Lan dưới tên Công quốc Warszawa, nhưng sau các cuộc chiến tranh của Napoléon, Ba Lan một lần nữa lại bị phân chia bởi Khối Đồng Minh chống Napoleon tại Hội nghị Wien. Phần phía đông do các Sa hoàng Nga cai quản với tư cách một Vương quốc Hội nghị, và có một hiến pháp tự do. Tuy nhiên, các Sa hoàng nhanh chóng thu hẹp các quyền tự do của người Ba Lan và cuối cùng đã sáp nhập nước này trên thực tế (de facto). Cuối thế kỷ XIX, vùng Galicia thuộc quyền quản lý của Áo đã trở thành ốc đảo tự do của Ba Lan.

### Đệ Nhị Cộng hòa Ba Lan
Trong Chiến tranh thế giới thứ nhất tất cả các nước Đồng Minh đồng ý việc phục hồi quốc gia Ba Lan mà Tổng thống Hoa Kỳ Woodrow Wilson đã tuyên bố tại Điểm 13 trong văn bản Mười bốn Điểm của ông. Một thời gian ngắn sau khi Đức đầu hàng vào tháng 11 năm 1918, Ba Lan tái giành độc lập trở thành nền Cộng hòa Ba Lan thứ hai (II Rzeczpospolita Polska). Nước này tái khẳng định sự độc lập của mình sau một loạt các cuộc xung đột quân sự, nổi tiếng nhất là cuộc Chiến tranh Ba Lan-Xô viết 1919-1921, kết thúc với việc Ba Lan chiếm đóng vùng Tây Ucraina và Tây Belarus.

### Chiến tranh thế giới thứ hai

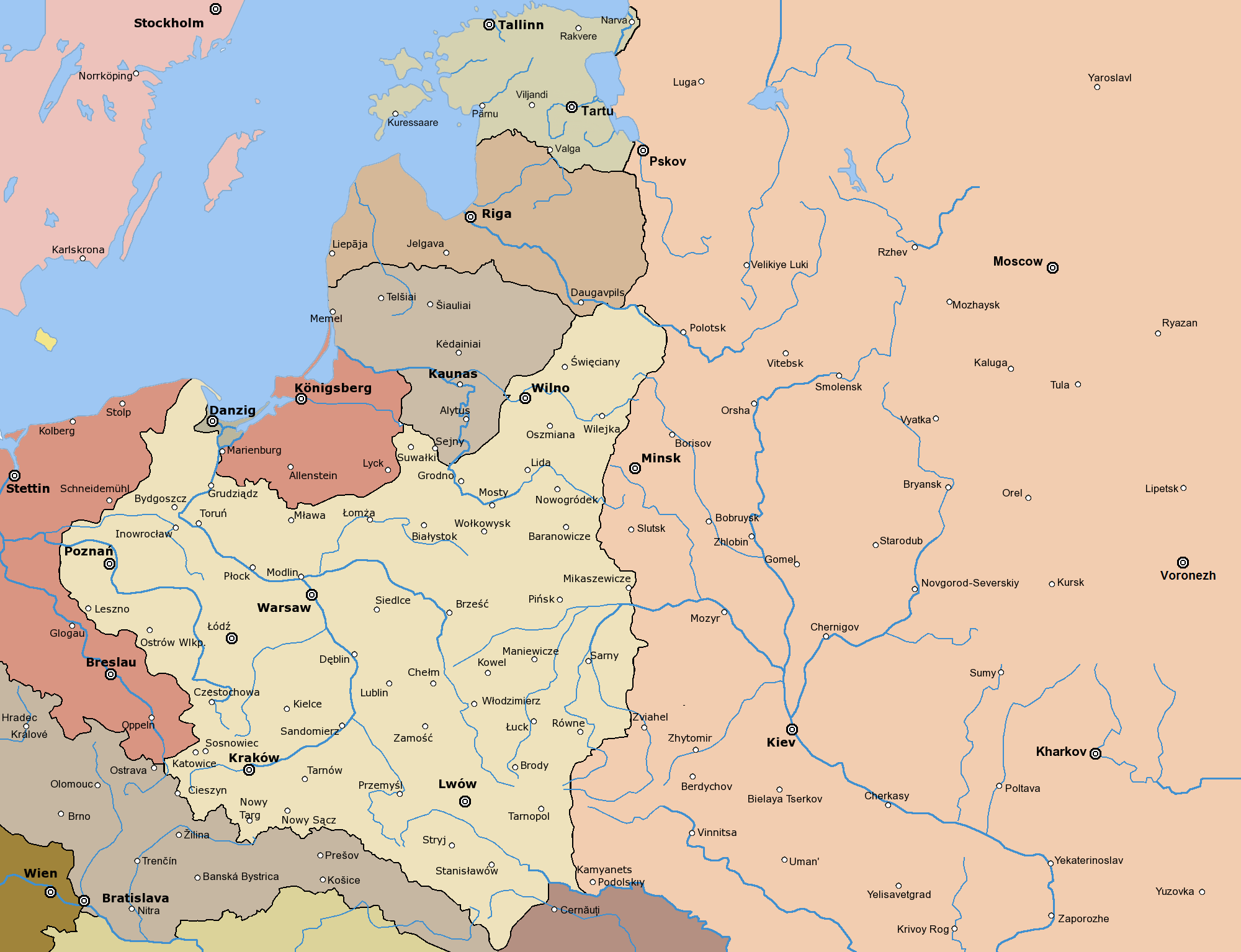
Ba Lan trong giai đoạn 1922 - 1938

Cuộc Đảo chính tháng 5 năm 1926 của Józef Piłsudski khiến quyền kiểm soát nền Cộng hòa Ba Lan thứ hai rơi vào tay phong trào Sanacja. Thời kỳ này kéo dài tới khi Chiến tranh thế giới thứ hai nổ ra ngày 1 tháng 9 năm 1939, khi nước Đức Phát xít và Liên bang Xô viết tấn công Ba Lan (17 tháng 9). Warszawa bị chiếm ngày 28 tháng 9 năm 1939 và Ba Lan được chia thành hai vùng, vùng phía Tây thuộc quyền kiểm soát của Đức Phát xít, còn vùng phía Đông (những lãnh thổ mà Ba Lan chiếm từ Liên Xô vào năm 1921) được trao trả cho Liên Xô như được đồng thuận trong Hiệp ước Ribbentrop-Molotov. Phần phía đông thuộc Phát xít Đức được gộp vào vùng Chính phủ Chung, và phần phía tây (đa số từng thuộc Đức trước Chiến tranh thế giới thứ nhất) được sáp nhập vào Nhà nước Đức.
Trong số tất cả các quốc gia liên quạn tới cuộc chiến, Ba Lan có phần trăm thiệt hại nhân mạng cao nhất: hơn 6 triệu người chết, một nửa trong số đó là người Ba Lan gốc Do Thái. Ba Lan cũng là nước có số quân tham chiến đứng trong khối Đồng Minh, cùng với Hoa Kỳ, và Anh Quốc và Liên Xô, để đánh bại hoàn toàn Phát xít Đức. Khi kết thúc chiến tranh, các biên giới của Ba Lan được mở rộng thêm về phía tây, biên giới phía tây được rời đến ranh giới Oder-Neisse, trong lúc ấy biên giới phía đông lùi về ranh giới Curzon, giống như đường biên giới năm 1919 với Liên Xô. Nước Ba Lan mới xuất hiện nhỏ hơn trước 20% với diện tích 77.500 km² (29.900 dặm vuông). Việc sửa đổi biên giới đã buộc hàng triệu người Ba Lan, Đức, Ukraina và Do Thái phải rời bỏ nhà cửa.

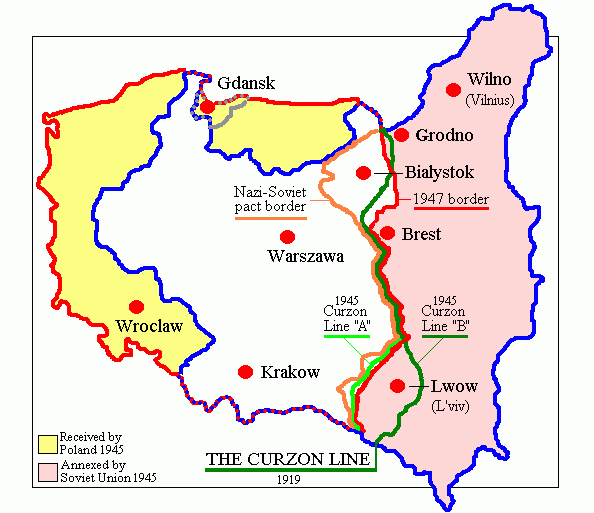
Cuối Chiến tranh thế giới thứ hai, các lãnh thổ màu hồng được chuyển từ Ba Lan sang Liên Xô và các lãnh thổ màu vàng từ Đức sang Ba Lan. Lãnh thổ Ba Lan ngày nay về cơ bản là giống như thời lập quốc vào giữa thế kỷ 10

Hậu quả của các sự kiện trên là Ba Lan, lần đầu tiên trong lịch sử đa văn hóa của họ, trở thành một đất nước thống nhất chủng tộc. Một cộng đồng Ba Lan thiểu số vẫn đang sống ở các nước lân cận như Ukraina, Belarus và Latvia, cũng như tại các nước khác (xem bài viết người Ba Lan để biết con số dân). Số lượng người Ba Lan tại nước ngoài đông đảo nhất là ở Hoa Kỳ.

### Chế độ cộng sản hậu chiến
Liên bang Xô viết thành lập ra một chính phủ cộng sản chủ nghĩa mới tại Ba Lan, tương tự với đa phần còn lại của Khối Đông Âu. Sự liên minh quân sự bên trong Khối Hiệp ước Warszawa) trong suốt thời kỳ Chiến tranh Lạnh cũng là một phần của sự thay đổi này. Năm 1948, bước chuyển sang chủ nghĩa cộng sản khiến nước này bắt đầu bước vào thời kỳ cầm quyền đơn đảng. Nước Cộng hòa Nhân dân Ba Lan (Polska Rzeczpospolita Ludowa) được chính thức tuyên bố thành lập năm 1952. Năm 1956 chính quyền bắt đầu nới lỏng kiểm soát, thả tự do một số tù nhân chính trị. Trong giai đoạn 1952-1975, kinh tế Ba Lan phát triển nhanh chóng nhờ công nghiệp hóa với sự trợ giúp của Liên Xô. Các sản phẩn xuất khẩu chính của Ba Lan trong thời kỳ này là tàu biển, đầu máy xe lửa, sản phẩm công nghiệp, hóa chất... Nước này còn có thể tự chế tạo nhiều sản phẩm công nghệ tiên tiến như xe tăng T-72, pháo tự hành, linh kiện máy bay chiến đấu.
Tuy nhiên, kinh tế bắt đầu trì trệ từ năm 1980 dẫn tới việc thành lập "Công đoàn Đoàn Kết" ("Solidarność") đối lập, và tổ chức này dần trở thành một lực lượng đối lập chính trị. Công đoàn Đoàn kết làm xói mòn ảnh hưởng thống trị của Đảng Công nhân Thống nhất Ba Lan tức Đảng cộng sản Ba Lan; tới năm 1989 họ đã giành được thắng lợi vang dội trong cuộc bầu cử nghị viện, và Lech Wałęsa, một ứng cử viên của Công đoàn Đoàn kết đã thắng cử tổng thống năm 1990. Phong trào Công đoàn Đoàn kết đã góp phần to lớn vào sự sụp đổ nhanh chóng sau đó của các chính phủ chủ nghĩa cộng sản trên khắp Đông Âu.

### Đệ Tam Cộng hòa Ba Lan

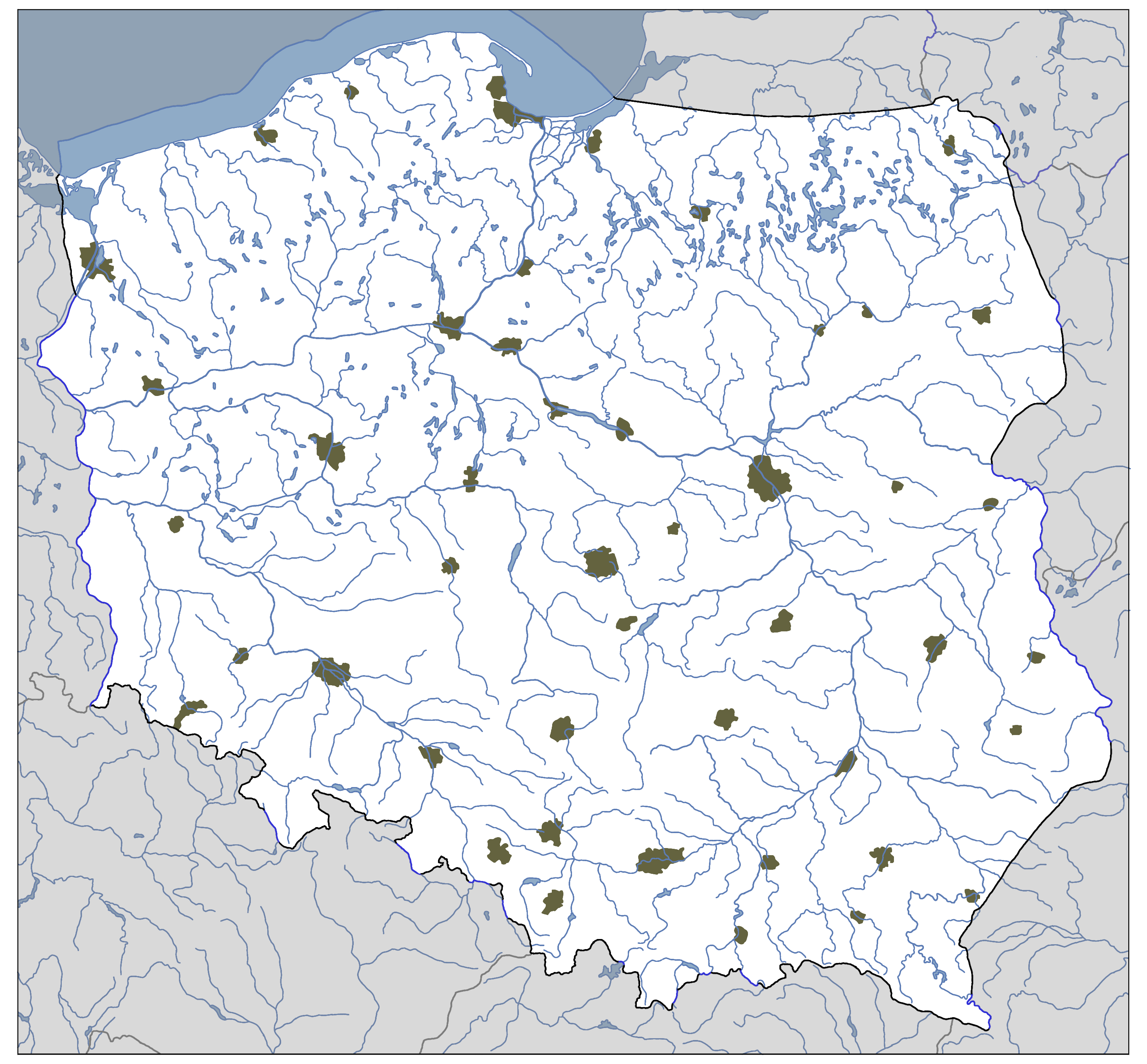
Bản đồ của Ba Lan hiện đại

Một chương trình liệu pháp sốc đầu thập niên 1990 đã cho phép nước này chuyển đổi nền kinh tế trở thành một trong những nền kinh tế tăng trưởng nhanh ở vùng Trung Âu vào thập niên 1999. Dù lâm vào tình trạng sụt giảm tạm thời các tiêu chuẩn kinh tế và xã hội, nhưng nước này đã có được nhiều cải thiện về tự do ngôn luận, điều hành đất nước theo quy chế nghị viện. Ba Lan là nước hậu cộng sản đầu tiên khôi phục lại kinh tế sau khủng hoảng chính trị, đạt tới mức GDP bằng với mức trước năm 1989. Tuy nhiên, nhiều ngành thế mạnh một thời của Ba Lan như đóng tàu, chế tạo máy đã vĩnh viễn mất đi sau thời kỳ này.
Năm 1991 Ba Lan trở thành thành viên Nhóm Visegrad và gia nhập Tổ chức Hiệp ước Bắc Đại Tây Dương (NATO) năm 1999 cùng với Cộng hòa Séc và Hungary. Ba Lan đã đồng ý gia nhập Liên minh châu Âu trong một cuộc trưng cầu dân ý được tổ chức vào tháng 6 năm 2003, và chính thức trở thành thành viên ngày 1 tháng 5 năm 2004. Ba Lan gia nhập Hiệp ước Schengen vào năm 2007, do đó, biên giới của đất nước này với các quốc gia thành viên khác của Liên minh châu Âu đã bị dỡ bỏ, cho phép người dân Ba Lan được tự do di chuyển hoàn toàn trong lãnh thổ của hầu hết các nước EU. Một phần biên giới phía đông của Ba Lan hiện tạo thành biên giới của EU với các nước Belarus, Nga và Ukraine. Khu vực biên giới này ngày càng được bảo vệ tốt, và một phần dẫn đến việc đặt ra cụm từ 'Pháo đài châu Âu'.
Trong nỗ lực tăng cường hợp tác quân sự với các nước láng giềng, Ba Lan đã thành lập Nhóm Visegrád với Hungary, Cộng hòa Séc và Slovakia, với tổng số 3.000 binh sĩ đã sẵn sàng để triển khai. Ngoài ra, ở phía đông Ba Lan, họ đã thành lập nhóm chiến đấu LITPOLUKRBRIG với Litva và Ukraine. Các nhóm chiến đấu này sẽ hoạt động bên ngoài NATO và trong khuôn khổ của Sáng kiến Quốc phòng châu Âu.
Vào ngày 10 tháng 4 năm 2010, Tổng thống Cộng hòa Ba Lan, Lech Kaczyński, cùng với 89 quan chức cấp cao khác của Ba Lan đã chết trong một vụ tai nạn máy bay thảm khốc gần Smolensk, Nga. Năm 2011, đảng cầm quyền là Đảng Nền tảng Dân sự (Civic Platform) đã giành chiến thắng trong cuộc bầu cử quốc hội. Ba Lan gia nhập Cơ quan Vũ trụ châu Âu vào năm 2012, và đồng tổ chức giải bóng đá UEFA Euro 2012 cùng với Ukraine. Năm 2014, Thủ tướng Ba Lan là Donald Tusk được bầu chọn làm Chủ tịch Hội đồng Châu Âu, ông đã tuyên bố từ chức Thủ tướng. Cuộc bầu cử năm 2015 đã đem về chiến thắng cho đảng đối lập là Đảng Pháp luật và Công lý (PiS).
Trong cuộc bầu cử quốc hội năm 2015, Đảng Pháp luật và Công lý (PiS), một đảng dân túy cánh hữu theo tư tưởng dân chủ Thiên chúa giáo là đảng giành được số phiếu bầu lớn nhất. Cuộc bầu cử đánh dấu lần đầu tiên trong kỷ nguyên hậu cộng sản của Ba Lan, một đảng chính trị nhận được đủ số phiếu để thành lập một chính phủ đa số. Tổng thống Andrzej Duda cũng là một thành viên của đảng này.

## Địa lý

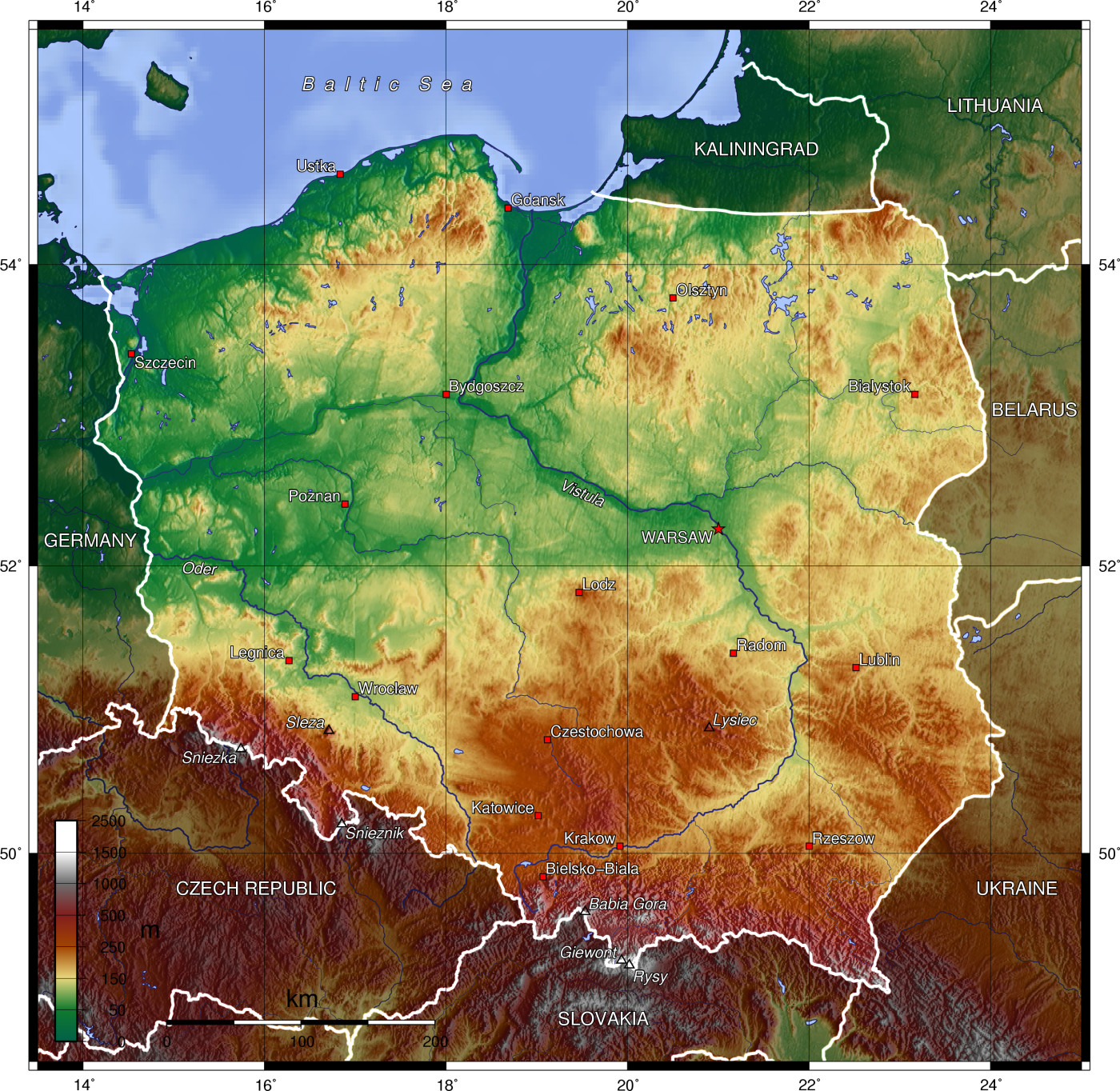
Bản đồ địa hình Ba Lan

Địa lý Ba Lan gồm hầu như gồm toàn bộ những vùng đất thấp của Đồng bằng Bắc Âu, với độ cao trung bình 173 mét (568 ft), dù Sudetes (gồm Karkonosze) và dãy Núi Carpathia (gồm dãy núi Tatra, nơi có điểm cao nhất Ba Lan, Rysy, 2.499 m hay 8.199 ft) hình thành nên biên giới phía nam. Nhiều con sông lớn chảy ngang các đồng bằng; ví dụ, Wisła, Odra, Warta (Phía Tây) Bug. Ba Lan có hơn 9.300 hồ, chủ yếu ở phía bắc đất nước. Mazuria là vùng hồ lớn nhất và được nhiều du khách tham quan nhất tại Ba Lan. Những tàn tích của các khu rừng cổ vẫn còn sót lại: xem Danh sách những khu rừng tại Ba Lan, Rừng Bialowieza.

### Khí hậu

Phân loại khí hậu Köppen của Ba Lan

Ba Lan có khí hậu ôn hoà, thời tiết lạnh, nhiều mây, hơi khắc nghiệt vào mùa đông và mùa hè dễ chịu, thường có mưa rào và mưa sét.

## Chính trị
Ba Lan là một nước cộng hòa bán tổng thống chế đơn nhất. Tổng thống là nguyên thủ quốc gia, được bầu trực tiếp với nhiệm kỳ năm năm. Thủ tướng là người đứng đầu chính phủ và lãnh đạo Hội đồng Bộ trưởng. Thành viên Hội đồng Bộ trưởng do thủ tướng bổ nhiệm với sự phê chuẩn của Nghị viện. Tổng thống đương nhiệm là Andrzej Duda, thủ tướng đương nhiệm là Donald Tusk.
Nghị viện là cơ quan lập pháp lưỡng viện, gồm Sejm và Thượng viện. Sejm gồm 460 đại biểu được bầu theo hệ thống đại diện tỷ lệ sử dụng phương pháp d'Hondt. Thượng viện gồm 100 thượng nghị sĩ được bầu theo hệ thống đầu phiếu đa số tương đối. Thượng viện có quyền sửa đổi, bác bỏ dự luật được Sejm thông qua, nhưng Sejm có quyền vô hiệu quyết định của Thượng viện.

### Luật pháp

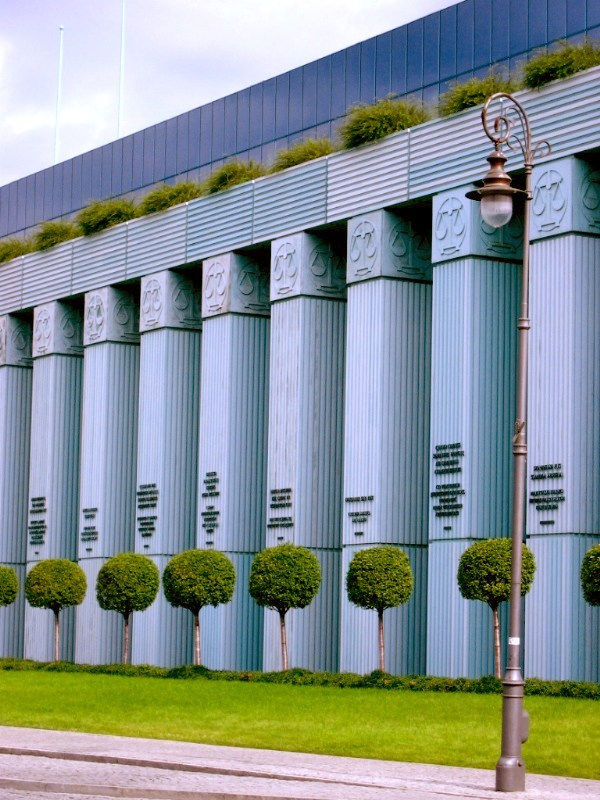
Tòa án Tối cao Ba Lan, Warszawa

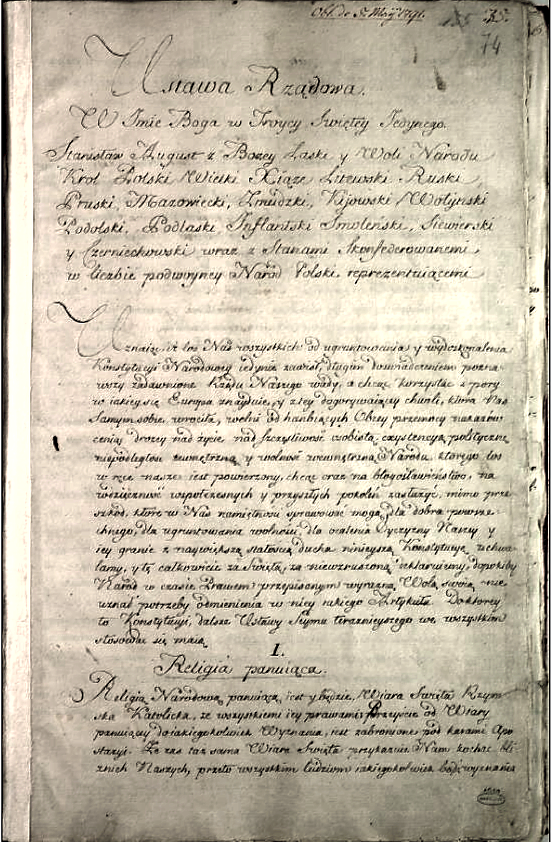
Hiến pháp ngày 3 tháng 5 năm 1791 của Ba Lan

Hệ thống pháp luật của Ba Lan dựa trên dân luật. Hiến pháp Ba Lan là luật cơ bản của Ba Lan, được Quốc hội Ba Lan thông qua vào ngày 2 tháng 4 năm 1997. Hiến pháp đảm bảo hệ thống đa đảng, quyền tự do ngôn luận, tôn giáo, hội họp, quyền được bảo vệ đời tư, quyền thành lập công đoàn, quyền đình công và cấm tra tấn, nhục hình, thử nghiệm y học.
Hệ thống tư pháp của Ba Lan gồm Tòa án Tối cao, Tòa án Hành chính Tối cao, tòa án phúc thẩm, tòa án sơ thẩm và tòa án quân sự. Tòa án Hiến pháp thực hiện quyền giám sát hiến pháp đối với luật của Nghị viện, Tòa án Nhà nước có nhiệm vụ truy cứu trách nhiệm của quan chức cấp cao. Thẩm phán do tổng thống bổ nhiệm theo đề cử của Hội đồng Tư pháp quốc gia với nhiệm kỳ suốt đời. Thanh tra viên do Sejm bầu với sự phê chuẩn của Thượng viện, có nhiệm vụ đảm bảo công bằng xã hội.
Trong lịch sử, văn kiện pháp lý nổi tiếng nhất của Ba Lan là Hiến pháp ngày 3 tháng 5 năm 1791. Nhà sử học Norman Davies khẳng định Hiến pháp 1791 của Ba Lan là bản hiến pháp thành văn đầu tiên ở châu Âu và là bản hiến pháp thành văn lâu đời thứ hai trong lịch sử, sau Hiến pháp Hoa Kỳ.
Trước Phân vùng lần thứ ba năm 1795, những người phụ nữ ở Ba Lan được phép tham gia vào đời sống chính trị nếu nộp đủ thuế. Kể từ năm 1918, khi đất nước giành độc lập trở lại, tất cả những người phụ nữ Ba Lan đều có quyền bỏ phiếu. Ba Lan là quốc gia thứ 15 cho phép phụ nữ bầu cử. Hiện tại, ở Ba Lan, phá thai chỉ được phép trong những trường hợp đặc biệt, chẳng hạn như khi cuộc sống hoặc sức khỏe của người phụ nữ bị đe dọa bởi việc tiếp tục mang thai, khi mang thai là kết quả của một hành vi tội phạm (chẳng hạn hiếp dâm) hoặc khi thai nhi bị dị tật nghiêm trọng . Đồng tính luyến ái ở Ba Lan được xác nhận là hợp pháp vào năm 1932, tuy vậy nước này không cho phép hôn nhân đồng giới.

### Quan hệ ngoại giao

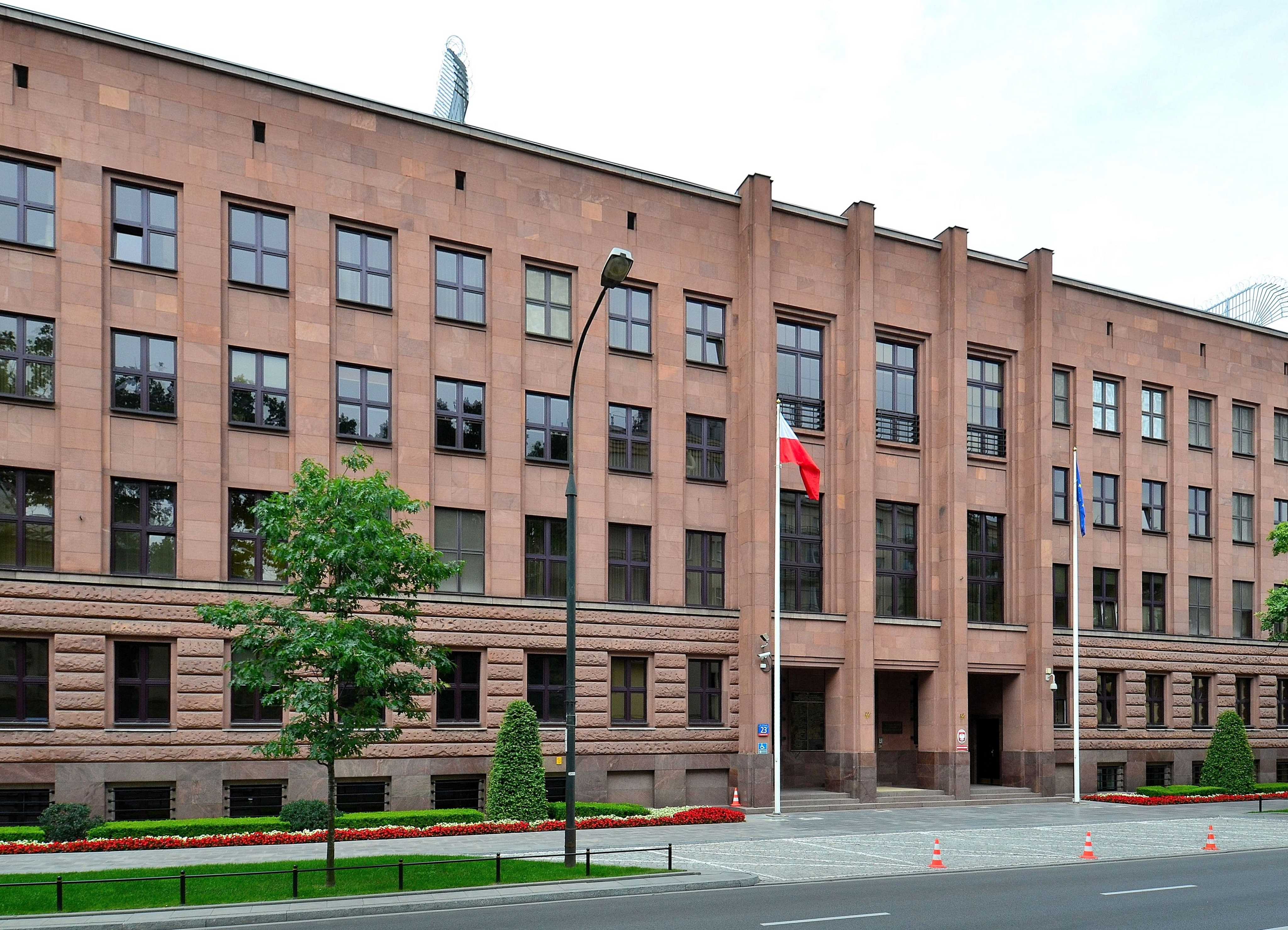
Trụ sở Bộ Ngoại giao Ba Lan tại Warszawa

Ba Lan là một trung cường quốc đang trở thành một cường quốc vùng ở châu Âu. Ba Lan bầu tổng cộng 53 nghị sĩ trong Nghị viện châu Âu vào năm 2024. Warszawa là nơi đặt trụ sở của Cơ quan Biên phòng và Cảnh sát biển của Liên minh châu Âu và Văn phòng Thể chế dân chủ và Nhân quyền của Tổ chức An ninh và Hợp tác châu Âu. Bên cạnh Liên minh châu Âu, Ba Lan là thành viên NATO, Liên Hợp Quốc và Tổ chức Thương mại Thế giới.
Trong những năm gần đây, Ba Lan đã tăng cường mối quan hệ với Hoa Kỳ, trở thành một trong những đồng minh, đối tác chiến lược thân cận nhất của Hoa Kỳ tại châu Âu. Ba Lan có mối quan hệ đặc biệt với Hungary bắt nguồn từ truyền thống văn hóa, chính trị; năm 2007, quốc hội hai nước thông qua tuyên bố chung công nhận ngày 23 tháng 3 là "Ngày Hữu nghị Ba Lan - Hungary".

### Quân đội

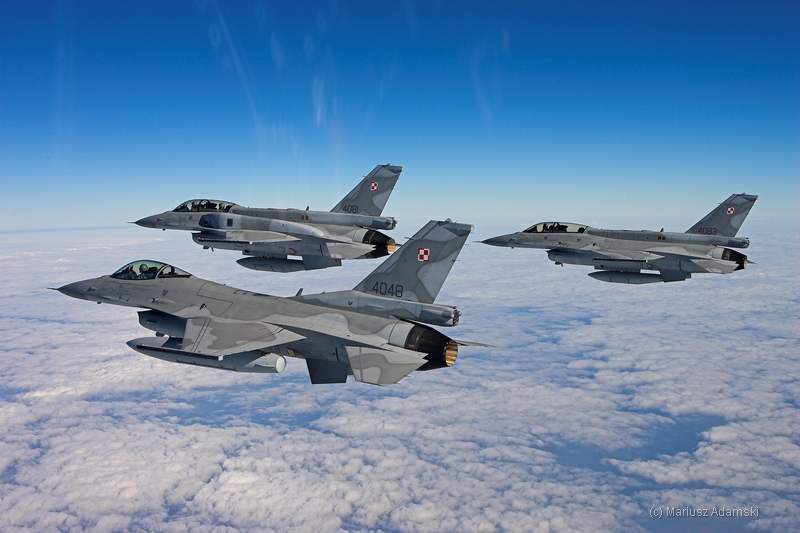
Máy bay F-16 thuộc biên chế của Không quân Ba Lan

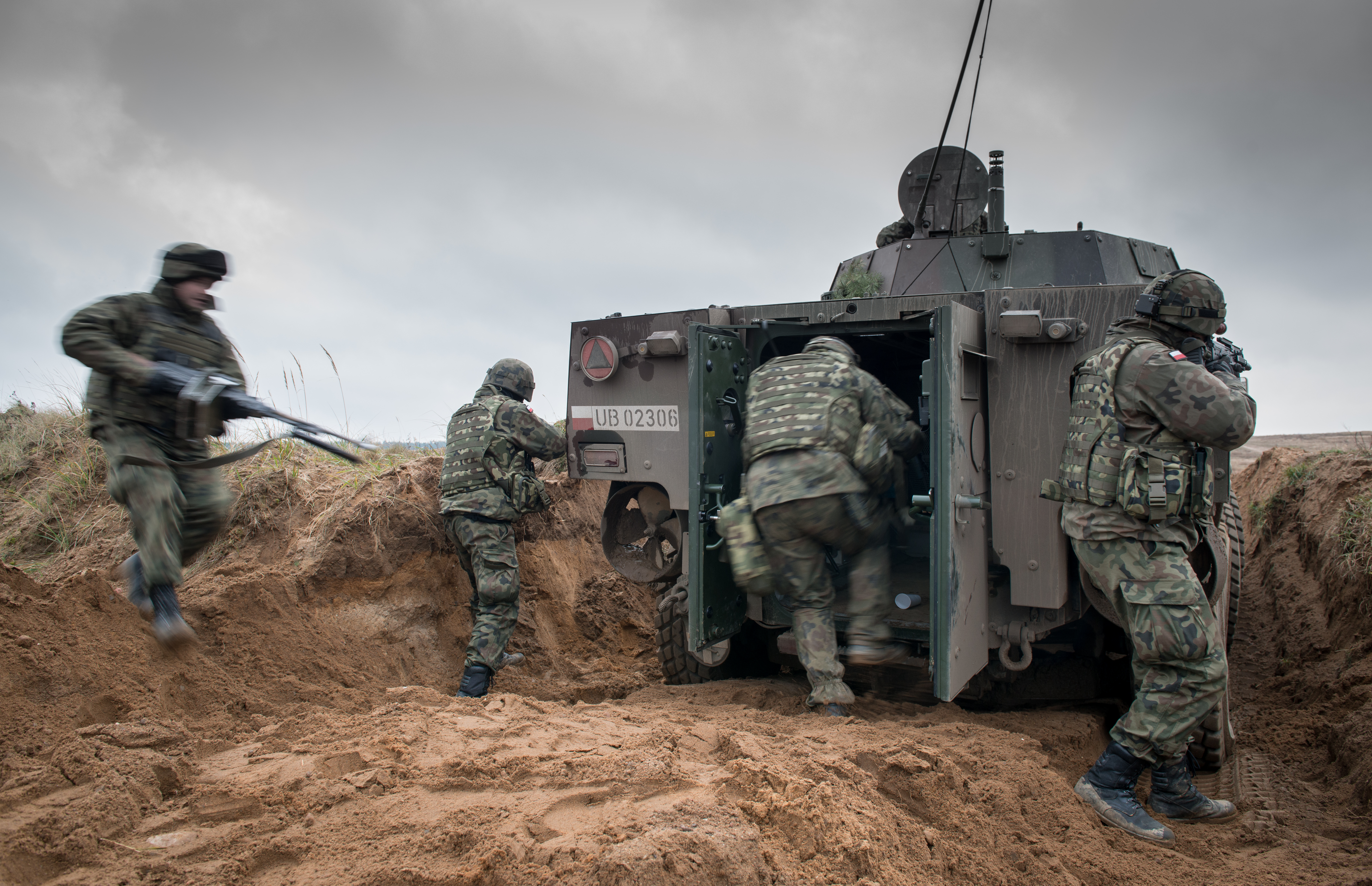
Quân đội Ba Lan trong một cuộc tập trận chung với binh sĩ NATO

Lực lượng vũ trang Ba Lan gồm năm quân chủng: Lục quân, Hải quân, Không quân, Lực lượng đặc nhiệm và Lực lượng phòng thủ lãnh thổ, đây là quân chủng mới được thành lập vào năm 2016. Quân đội nằm dưới sự chỉ huy của Bộ trưởng Bộ Quốc phòng. Tuy nhiên, tổng tư lệnh của quân đội là Tổng thống Ba Lan.
Quy mô của quân đội Ba Lan ước tính vào khoảng 101.500 binh sĩ (năm 2016). Hải quân Ba Lan chủ yếu hoạt động ở biển Baltic và thực hiện các nhiệm vụ như tuần tra trên biển, tìm kiếm và cứu hộ trong phạm vi vùng biển thuộc chủ quyền của Ba Lan, ngoài ra còn có thể thực hiện các hoạt động như đo lường và nghiên cứu thủy văn cũng như hỗ trợ hậu cần cho Hải quân Hoa Kỳ. Không quân Ba Lan thường xuyên tham gia vào các nhiệm vụ kiểm soát không phận Baltic, ngoài ra có một số đơn vị đang phục vụ ở Afghanistan. Năm 2003, F-16C Block 52 của Mỹ được chọn làm máy bay chiến đấu đa chức năng chung mới cho lực lượng không quân Ba Lan, đợt giao hàng đầu tiên đã diễn ra vào tháng 11 năm 2006.
Nhiệm vụ quan trọng nhất của lực lượng vũ trang là bảo vệ toàn vẹn lãnh thổ của Ba Lan cũng như bảo vệ lợi ích của Ba Lan ở nước ngoài. Mục tiêu an ninh quốc gia của Ba Lan là hội nhập hơn nữa với các thể chế quốc phòng, kinh tế và chính trị của NATO và châu Âu thông qua việc hiện đại hóa và tái tổ chức quân đội. Quân đội Ba Lan đang được tổ chức lại theo tiêu chuẩn của NATO và kể từ năm 2010, quá trình chuyển đổi sang chế độ quân nhân hợp đồng đã hoàn tất. Nghĩa vụ quân sự bắt buộc đối với nam giới đã bị bãi bỏ vào năm 2008. Trước đó, nam giới Ba Lan phải phục vụ chín tháng trong quân ngũ khi đủ tuổi.
Học thuyết quân sự Ba Lan nhấn mạnh vào khả năng phòng thủ của quốc gia tương tự như các thành viên NATO khác. Từ năm 1953 đến 2009 Ba Lan đã có đóng góp rất lớn cho các sứ mệnh gìn giữ hòa bình của Liên Hợp Quốc. Quân đội Ba Lan đã tham gia vào cuộc chiến tranh Iraq năm 2003, triển khai 2.500 binh sĩ tới miền nam Iraq và chỉ huy lực lượng đa quốc gia gồm 17 nước ở Iraq.
Quân đội Ba Lan đã tạm thời bị ảnh hưởng nặng nề bởi vụ tai nạn máy bay Tu-154 năm 2010, vụ tai nạn đã cướp đi sinh mạng của Tổng tham mưu trưởng Quân đội, ông Franciszek Gągor và tướng chỉ huy Không quân Andrzej Błasik, cùng với nhiều nhân vật quan trọng khác .
Hiện tại, quân đội Ba Lan đang trải qua một giai đoạn hiện đại hóa đáng kể, dự định sẽ hoàn thành vào năm 2022. Chính phủ đã chi tới 130 tỷ złoty (34 tỷ USD), tuy nhiên tổng số cuối cùng có thể lên tới 235 tỷ złoty (62 tỷ USD) nhằm thay thế các trang thiết bị lỗi thời và mua hệ thống vũ khí mới . Theo chương trình hiện đại hóa này, quân đội Ba Lan đã đặt mua của Mỹ một loạt các loại thiết vận xa, lựu pháo tự hành, máy bay trực thăng đa chức năng, cùng với đó là một hệ thống tên lửa đất-đối-không tầm trung, tàu ngầm tấn công, tàu dò mìn, và tên lửa chống hạm ven biển. Ngoài ra, quân đội có kế hoạch hiện đại hóa kho dự trữ xe tăng chiến đấu hiện có và nâng cấp các loại súng . Ba Lan hiện đang chi khoảng 2% tổng GDP cho quốc phòng và dự kiến sẽ tăng lên 2,5% GDP vào năm 2030. Vào tháng 5 năm 2017, Bộ Quốc phòng đã đảm bảo rằng quy mô của quân đội Ba Lan sẽ được tăng lên khoảng 250.000 nhân sự hoạt động tích cực.

### Thực thi pháp luật và dịch vụ khẩn cấp

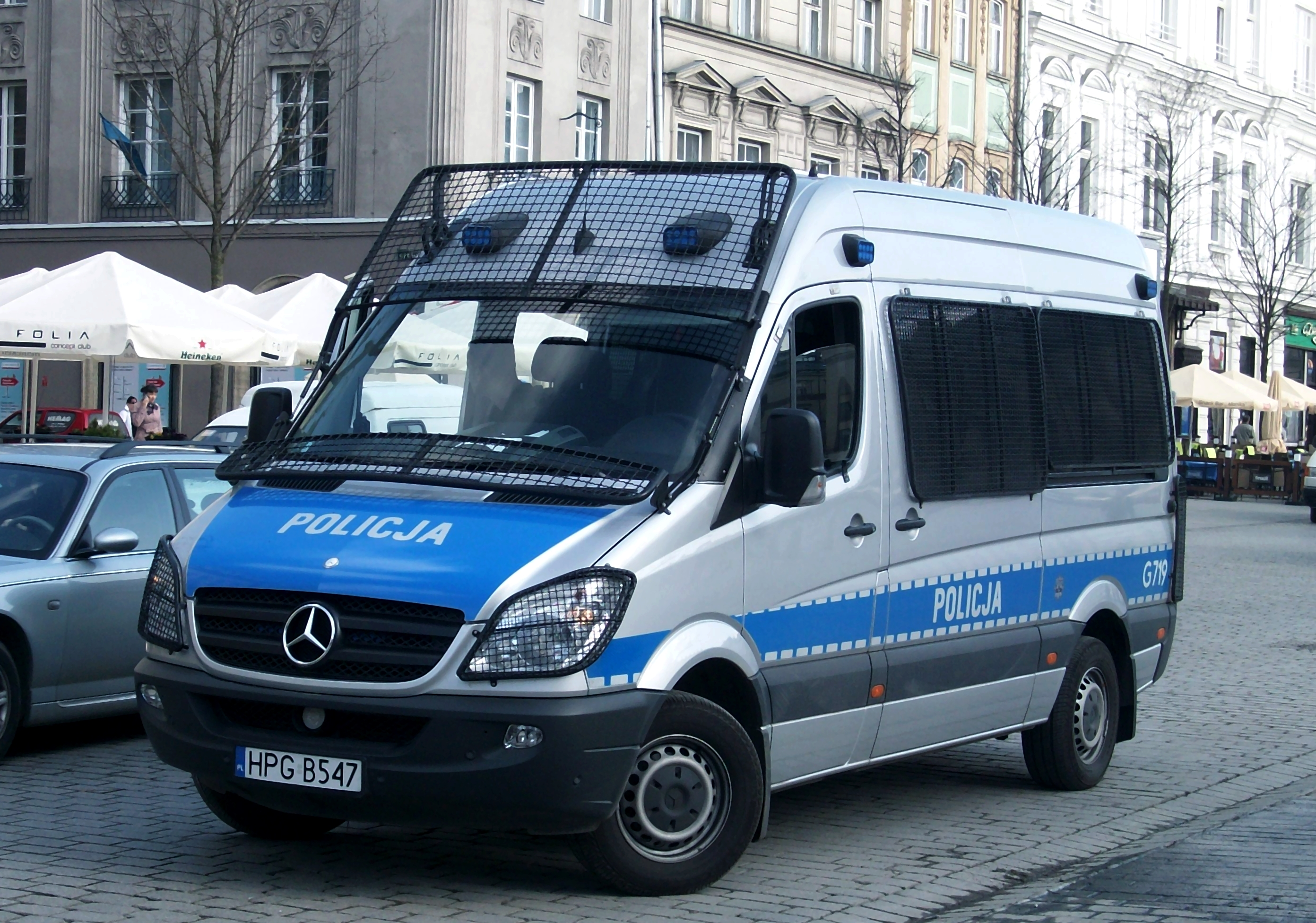
Một chiếc xe tuần tra Mercedes-Benz Sprinter thuộc Cơ quan Cảnh sát Nhà nước Ba Lan (Policja)

Ba Lan có một hệ thống thực thi pháp luật phát triển cao với một lịch sử lâu dài về tính hiệu quả của Cơ quan Cảnh sát Nhà nước (Policja). Cảnh sát Nhà nước cung cấp dịch vụ điều tra tội phạm, Cảnh sát thành phố phục vụ trật tự công cộng và một số cơ quan chuyên môn khác, như Bộ đội Biên phòng Ba Lan, thực hiện các nhiệm vụ được giao. Ngoài các dịch vụ nhà nước này, các công ty an ninh tư nhân cũng rất phổ biến, mặc dù họ không có quyền hạn được giao cho các cơ quan nhà nước,chẳng hạn như, quyền bắt giữ hoặc giam giữ một nghi phạm.
Các dịch vụ khẩn cấp ở Ba Lan bao gồm các dịch vụ y tế khẩn cấp, các đơn vị tìm kiếm và cứu hộ của Lực lượng Vũ trang Ba Lan và Dịch vụ Cứu hỏa Nhà nước. Các dịch vụ y tế khẩn cấp ở Ba Lan, không giống như các dịch vụ khác, được cung cấp bởi chính quyền địa phương và khu vực.
Kể từ khi gia nhập Liên minh châu Âu, tất cả các dịch vụ khẩn cấp của Ba Lan đã được tiến hành tái cấu trúc lớn và trong quá trình đó, đã có được một lượng lớn các loại thiết bị và nhân sự mới. Tất cả nhân viên dịch vụ khẩn cấp của Ba Lan buộc phải mặc đồng phục và có thể dễ dàng nhận ra. Ngoài ra, cảnh sát và các cơ quan khác đã liên tục thay thế và hiện đại hóa đội xe của họ.

### Phân cấp hành chính
Ba Lan được chia thành 16 tỉnh. Các tỉnh được chia thành 380 huyện (powiats), các huyện được chia thành 2.477 xã (gminas). Các thành phố lớn thường được coi là đơn vị hành chính cấp huyện lẫn xã. Các tỉnh được đặt tên chủ yếu dựa theo các khu vực lịch sử của ba Lan hoặc thành phố thủ phủ. Chính quyền địa phương cấp tỉnh gồm một tỉnh trưởng (voivode) do chính phủ bổ nhiệm, một hội đồng địa phương (sejmik) và một thủ hiến tỉnh do hội đồng địa phương bầu ra.
| Pomeranian West Pomeranian Warmian-Masurian Podlaskie Masovian Kuyavian- Pomeranian Greater Poland Lubusz Dolny Śląsk Łódź Opole Lublin Małopolskie Subcarpathian Holy Cross Śląsk \| Tỉnh \| Thủ phủ \| Diện tích (km2[41]) \| Dân số (2021[41]) \| \| ----------------- \| ---------------------------------- \| ------------------- \| ----------------- \| \| Wielkopolskie \| Poznań \| 29,826 \| 3,496,450 \| \| Kujawy-Pomorze \| Bydgoszcz & Toruń \| 17,971 \| 2,061,942 \| \| Małopolskie \| Kraków \| 15,183 \| 3,410,441 \| \| Łódź \| Łódź \| 18,219 \| 2,437,970 \| \| Dolny Śląsk \| Wrocław \| 19,947 \| 2,891,321 \| \| Lublin \| Lublin \| 25,123 \| 2,095,258 \| \| Lubusz \| Gorzów Wielkopolski & Zielona Góra \| 13,988 \| 1,007,145 \| \| Mazowsze \| Warsaw \| 35,559 \| 5,425,028 \| \| Opole \| Opole \| 9,412 \| 976,774 \| \| Podlasie \| Białystok \| 20,187 \| 1,173,286 \| \| Pomorze \| Gdańsk \| 18,323 \| 2,346,671 \| \| Śląsk \| Katowice \| 12,333 \| 4,492,330 \| \| Podkarpackie \| Rzeszów \| 17,846 \| 2,121,229 \| \| Świętokrzyskie \| Kielce \| 11,710 \| 1,224,626 \| \| Warmia-Mazury \| Olsztyn \| 24,173 \| 1,416,495 \| \| Pomorze Zachodnie \| Szczecin \| 22,905 \| 1,688,047 \| |                                    |                 |               |
| Tỉnh | Thủ phủ                            | Diện tích (km2) | Dân số (2021) |
| Wielkopolskie | Poznań                             | 29,826          | 3,496,450     |
| Kujawy-Pomorze | Bydgoszcz & Toruń                  | 17,971          | 2,061,942     |
| Małopolskie | Kraków                             | 15,183          | 3,410,441     |
| Łódź | Łódź                               | 18,219          | 2,437,970     |
| Dolny Śląsk | Wrocław                            | 19,947          | 2,891,321     |
| Lublin | Lublin                             | 25,123          | 2,095,258     |
| Lubusz | Gorzów Wielkopolski & Zielona Góra | 13,988          | 1,007,145     |
| Mazowsze | Warsaw                             | 35,559          | 5,425,028     |
| Opole | Opole                              | 9,412           | 976,774       |
| Podlasie | Białystok                          | 20,187          | 1,173,286     |
| Pomorze | Gdańsk                             | 18,323          | 2,346,671     |
| Śląsk | Katowice                           | 12,333          | 4,492,330     |
| Podkarpackie | Rzeszów                            | 17,846          | 2,121,229     |
| Świętokrzyskie | Kielce                             | 11,710          | 1,224,626     |
| Warmia-Mazury | Olsztyn                            | 24,173          | 1,416,495     |
| Pomorze Zachodnie | Szczecin                           | 22,905          | 1,688,047     |

## Kinh tế

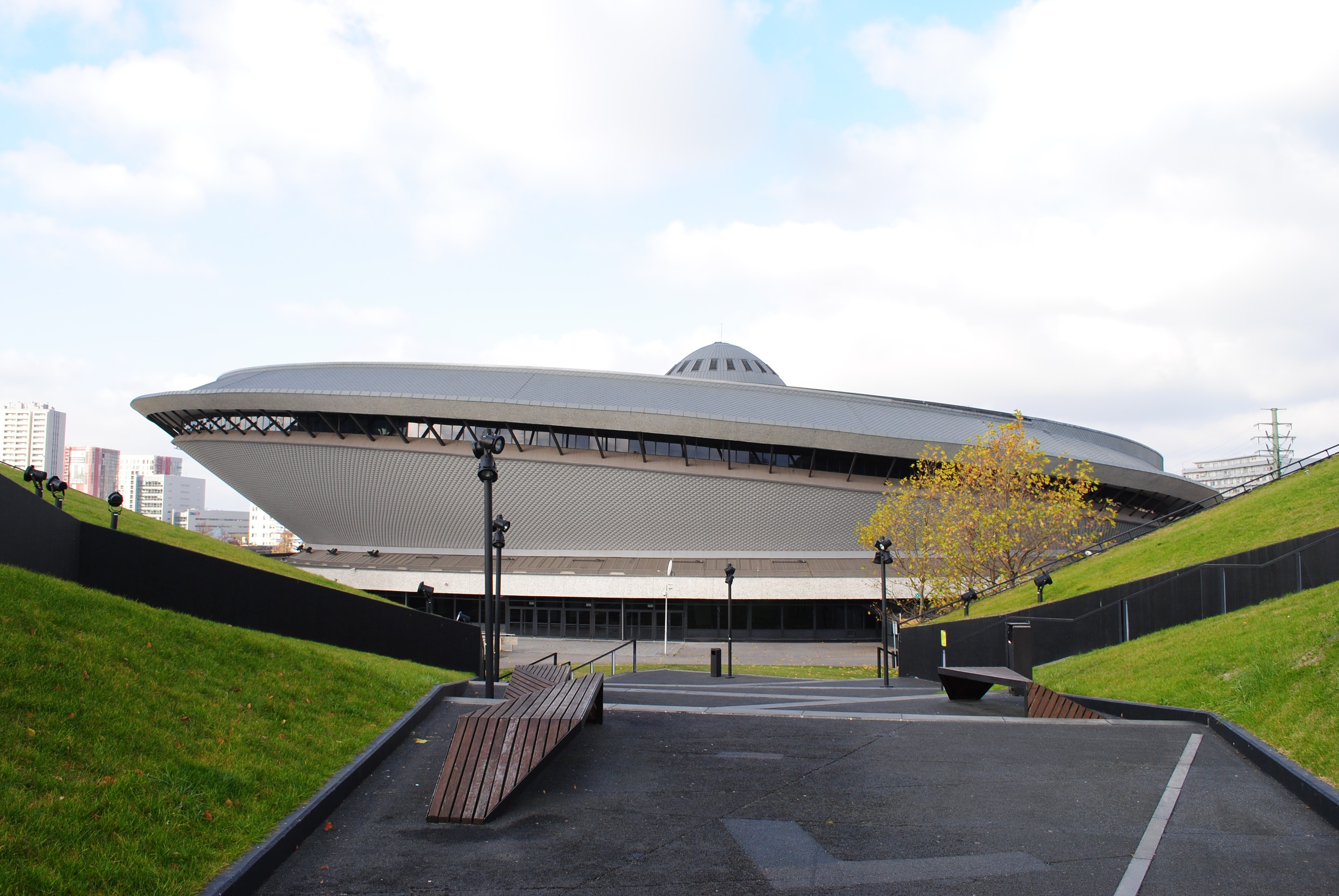
Spodek tại Katowice

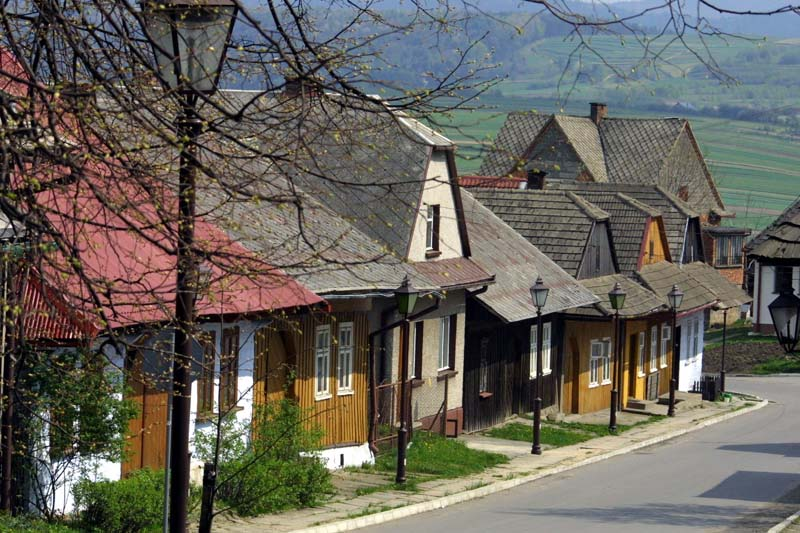
Lanckorona

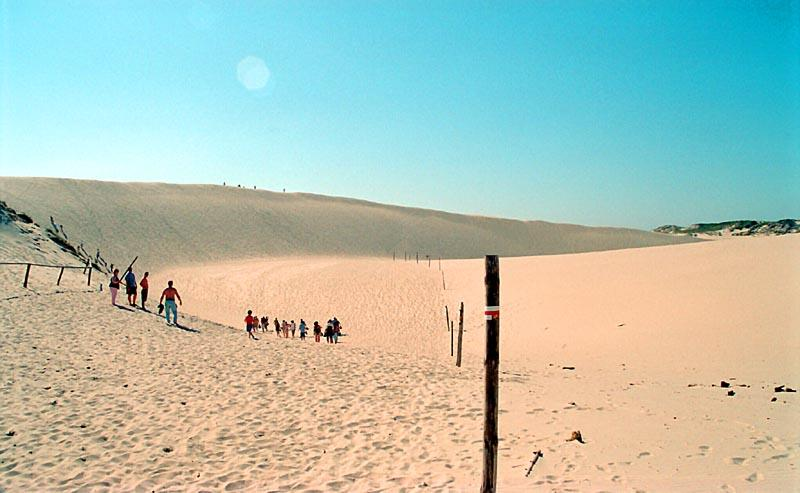
Các đụn cát trên bờ biển Baltic tại Vườn Quốc gia Słowiński

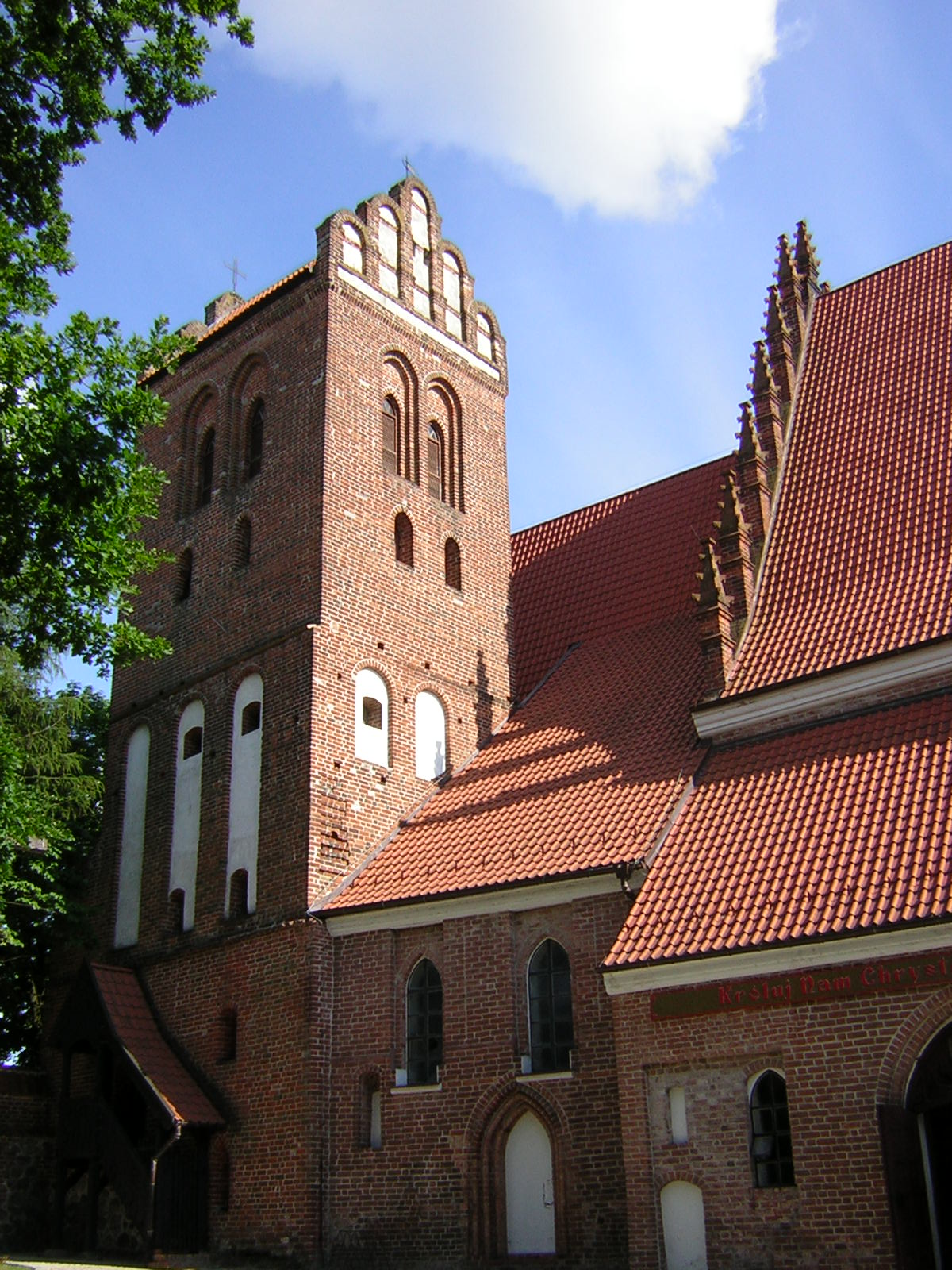
Nhà thờ Gothic về Lễ biến hình của Chúa tại Iława

Từ khi quay trở lại chế độ dân chủ, Ba Lan đã kiên định theo đuổi chính sách tự do hoá kinh tế và hiện đã trở thành một trong những ví dụ thành công nhất trong việc chuyển tiếp từ một nền kinh tế nửa tư bản nửa nhà nước sang một nền kinh tế thị trường chủ yếu sở hữu tư nhân. Hiện Ba Lan là nền kinh tế mạnh nhất trong số các nền kinh tế ở Đông Âu thời kỳ hậu cộng sản, và hiện cũng là một trong những nền kinh tế phát triển tăng trưởng nhanh nhất trong khối EU .
Việc tư nhân hoá các công ty nhà nước vừa và nhỏ và luật tự do thành lập các công ty mới đã cho phép lĩnh vực tư nhân có bước phát triển mạnh mẽ, cùng với đó là sự xuất hiện của những tổ chức vì quyền lợi người tiêu dùng. Việc tái cơ cấu và tư nhân hóa "các lĩnh vực nhạy cảm" (như, than, thép, đường sắt, và năng lượng) đã bắt đầu. Vụ tư nhân hóa lớn nhất là việc bán Telekomunikacja Polska, công ty viễn thông quốc gia cho France Telecom (2000) và phát hành 30% cổ phần của ngân hàng lớn nhất Ba Lan, PKO BP, ra thị trường chứng khoán nước này (2004).
Có một thị trường nội địa mạnh, nợ tư nhân thấp, tỷ lệ thất nghiệp thấp, hệ thống tiền tệ linh hoạt và không phụ thuộc vào một ngành xuất khẩu duy nhất, Ba Lan là nền kinh tế châu Âu duy nhất tránh được những tác động của cuộc suy thoái kinh tế năm 2008 . Kể từ khi chính quyền cộng sản sụp đổ, Ba Lan đã theo đuổi chính sách tự do hóa nền kinh tế. Các mặt hàng xuất khẩu chính của đất nước bao gồm máy móc, đồ nội thất, thực phẩm, quần áo, giày dép và mỹ phẩm . Đối tác thương mại lớn nhất của Ba Lan bao gồm Đức, Cộng hòa Séc, Vương quốc Anh, Pháp và Ý . Theo dữ liệu của Eurostat, GDP bình quân đầu người của Ba Lan đã đạt 71% mức trung bình của EU vào năm 2018, tăng mạnh so với con số 50% vào thời điểm họ mới gia nhập EU vào năm 2004 .
Ba Lan có khu vực nông nghiệp rộng lớn với những trang trại tư nhân với tiềm năng để trở thành nước xuất khẩu lương thực hàng đầu trong Liên minh châu Âu mà họ đang là thành viên. Ba Lan hiện có có tiềm năng rất lớn trở thành nhà sản xuất thực phẩm hàng đầu trong Liên minh châu Âu. Các sản phẩm nông nghiệp đem lại giá trị cao nhất bao gồm cá hun khói và cá tươi, sô cô la hảo hạng, cùng với các sản phẩm từ sữa, thịt và bánh mì . Giá trị xuất khẩu thực phẩm cán mốc 62 tỷ zloty trong năm 2011, tăng 17% so với năm 2010 . Tuy nhiên, những thách thức vẫn tồn tại, đặc biệt là sự phụ thuộc vào đầu tư. Những cải cách cơ cấu trong lĩnh vực chăm sóc sức khoẻ, giáo dục, hệ thống trợ cấp, và hành chính nhà nước đã tạo ra những áp lực thuế lớn hơn dự kiến. Tăng trưởng Tổng sản phẩm quốc nội (GDP) đã đạt mức mạnh mẽ và vững chắc từ năm 1993 tới năm 2000 với chỉ một giai đoạn giảm sút ngắn năm 2001 và 2002. Viễn cảnh hội nhập sâu hơn nữa vào Liên minh châu Âu buộc nền kinh tế phải đi đúng hướng, với mức tăng trưởng hàng năm là 3.7% năm 2003, tăng so với mức 1.4% năm 2002. Năm 2004 tăng trưởng GDP lên đến 5.4%, và năm 2005 là 3.3%. Năm 2017, mức tăng trường kinh tế là 4,9%.
Dù nền kinh tế Ba Lan hiện đang ở giai đoạn phát triển, vẫn còn nhiều thách thức trước mắt. Nhiệm vụ quan trọng nhất hiện nay là chuẩn bị cho nền kinh tế (thông qua việc tiếp tục cải cách cơ cấu một cách sâu rộng) nhằm cho phép nước này đạt các tiêu chí kinh tế chặt chẽ để gia nhập Đồng tiền chung châu Âu.
Kể từ khi mở cửa thị trường lao động Liên minh châu Âu từ năm 2004, ở Ba Lan đã có hơn 2,3 triệu người di cư sang các nước EU khác, chủ yếu là do mức lương cao hơn ở nước ngoài và tình cảnh thất nghiệp hàng loạt trong nước, ngay cả khi Ba Lan đã tránh được tác động của cuộc Đại suy thoái năm 2008 . Tuy vậy làn sóng di cư cũng đã làm tăng mức lương trung bình cho những người lao động ở lại Ba Lan, đặc biệt là những người có trình độ trung cấp . Tỉ lệ thất nghiệp cũng giảm dần; vào tháng 10 năm 2019, tỷ lệ thất nghiệp ở Ba Lan được ước tính là 3,9%, một trong những quốc gia có tỉ lệ thất nghiệp thấp nhất trong Liên minh châu Âu . Năm 2019, Ba Lan đã thông qua luật miễn thuế thu nhập cho người lao động dưới 26 tuổi .
Các sản phẩm nổi tiếng của Ba Lan gồm quần áo, vật dụng điện tử, ô tô (gồm cả loại xe Leopard hạng sang), xe buýt (Autosan, Jelcz SA, Solaris, Solbus), máy bay trực thăng (PZL Świdnik), phương tiện vận tải, đầu máy xe lửa, máy bay (PZL Mielec), tàu thủy, cơ khí quân sự (gồm xe tăng, các hệ thống SPAAG), dược phẩm (Polpharma, Polfa, ...), thực phẩm, các sản phẩm hóa chất, công nghệ micro chip silicon (Sonion), vân vân.
Tính đến năm 2016, GDP của Ba Lan đạt 467.350 USD, đứng thứ 25 thế giới và đứng thứ 12 châu Âu.

### Du lịch

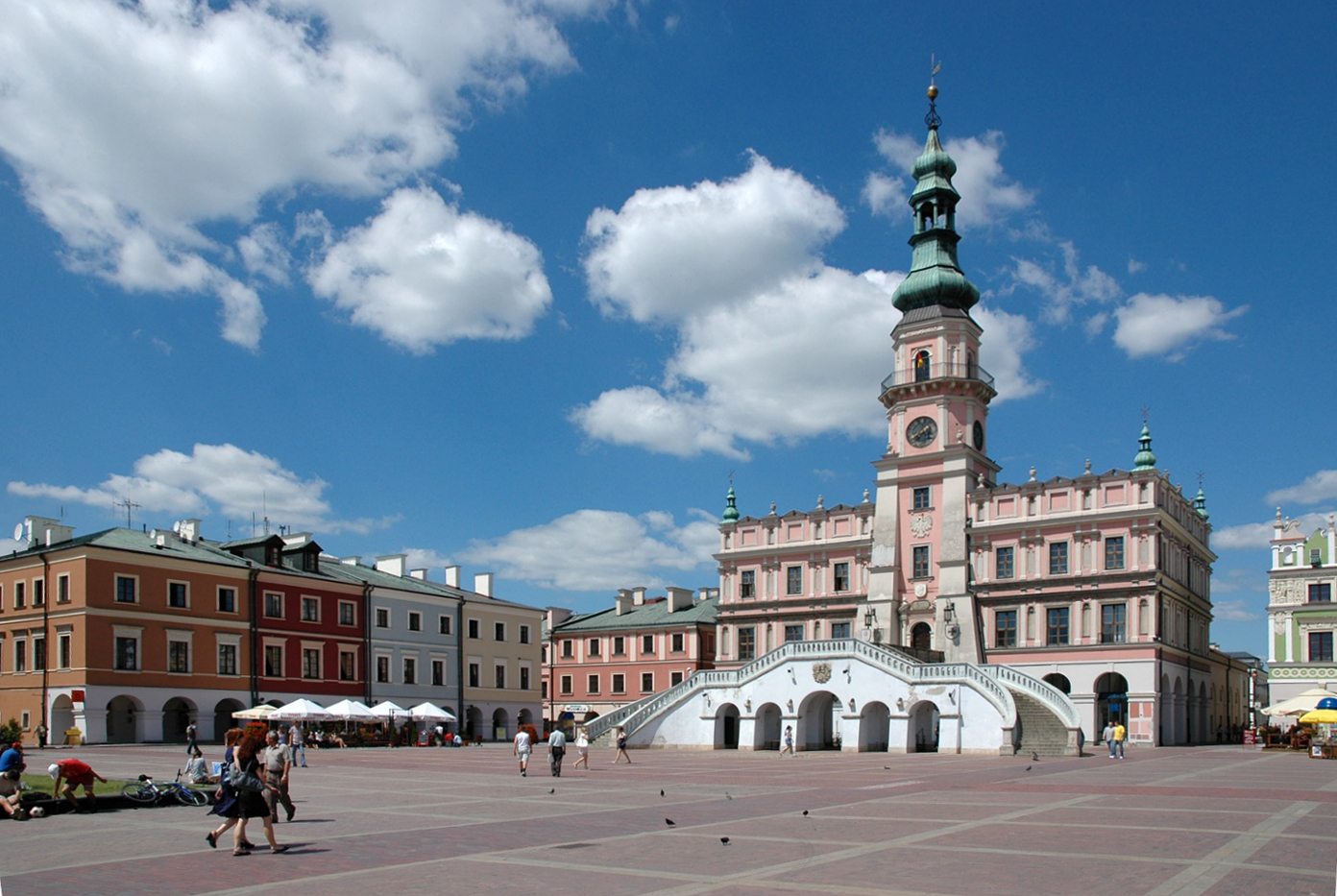
khu phố cổ Zamosc, Di sản văn hóa được UNESCO công nhận

Ba Lan đã trải qua một sự gia tăng số lượng khách du lịch kể từ khi nước này gia nhập Liên minh châu Âu năm 2004. Du lịch đóng góp đáng kể vào nền kinh tế nói chung và chiếm tỷ trọng tương đối lớn trong khu vực dịch vụ của đất nước.
Thành phố được ghé thăm nhiều nhất là Kraków, cố đô của Ba Lan và là nơi lưu giữ nhiều di tích từ Thời đại Phục hưng Ba Lan. Kraków cũng là nơi tổ chức lễ đăng quang của hầu hết các vị vua Ba Lan trong lịch sừ. Mỏ muối Wieliczka là một điểm du lịch rất hút khách của Krakow. Một thành phố du lịch đáng chú ý khác trong nước là Wrocław, đây là một trong những đô thị cổ nhất ở Ba Lan, nổi tiếng với khu vườn bách thú khổng lồ và những bức tượng "người lùn Wroclaw". Khu Phố cổ lịch sử của thủ đô Warsaw đã được xây dựng lại hoàn toàn sau khi bị phá hủy trong thời chiến. Một số thành phố khác cũng thu hút một lượng lớn khách du lịch bao gồm Gdańsk, Poznań, Szczecin, Lublin, Toruń và các trại tập trung Auschwitz của Đức Quốc xã ở Oświęcim.
Các dịch vụ du lịch chính của Ba Lan gồm có các hoạt động ngoài trời như trượt tuyết, chèo thuyền, leo núi, du lịch thôn quê và tham quan di tích lịch sử. Điểm du lịch bao gồm các bãi biển thuộc biển Baltic ở phía bắc đất nước; Khu vực hồ Masuria và Rừng Białowieża ở phía đông; về phía nam có núi Karkonosze, các dãy núi Table và dãy núi Tatra, nơi có đỉnh Rysy là đỉnh núi cao nhất của Ba Lan, và nổi tiếng với con đường leo núi Orla PERC. Các dãy núi Pieniny và Bieszczady nằm ở cực đông nam. Có hơn 100 lâu đài trong cả nước, tập trung nhiều nhất ở vùng Hạ Silesia và dọc theo Đường mòn tổ chim đại bàng" nổi tiếng

### Năng lượng
Sản xuất điện ở Ba Lan chủ yếu dựa vào nhiên liệu hóa thạch. Nhiều nhà máy điện trên toàn quốc đã tận dụng trữ lượng than lớn nhất châu Âu của Ba Lan và sử dụng than làm nguyên liệu chính trong sản xuất. Năm 2013, Ba Lan đứng thứ 48 trong 129 quốc gia về Chỉ số bền vững năng lượng. Ba công ty khai thác than lớn nhất của Ba Lan (Węglokoks, Kompania Węglowa và JSW) khai thác khoảng 100 triệu tấn than mỗi năm.
Các dạng năng lượng tái tạo chiếm tỷ lệ nhỏ hơn trong sản lượng sản xuất điện năng của Ba Lan. Tuy nhiên, chính phủ Ba Lan đã đặt ra mục tiêu gia tăng tỉ lệ sử dụng các nguồn năng lượng tái tạo, dự kiến con số này sẽ tăng lên 15% vào năm 2020 (năm 2017 là 10,9%). Mục tiêu này được thực hiện chủ yếu thông qua việc xây dựng các trang trại gió và một số nhà máy thủy điện.
Ba Lan có khoảng 164.800.000.000 mét khối trữ lượng khí đốt tự nhiên và trữ lượng dầu mỏ vào khoảng 96.380.000 thùng. Các nguồn tài nguyên này được khai thác bởi các công ty cung cấp năng lượng chẳng hạn như PKN Orlen ("công ty Ba Lan duy nhất nằm trong Fortune Global 500"), PGNiG. Tuy nhiên, một lượng nhỏ nhiên liệu hóa thạch tự nhiên này là không đủ để Ba Lan đáp ứng nhu cầu tiêu thụ năng lượng một cách đầy đủ cho người dân. Do đó, nước này vẫn phải nhập khẩu dầu và khí tự nhiên.
5 công ty cung cấp điện lớn nhất Ba Lan là PGE, Tauron, Enea, Energa và Innogy Poland.

### Giao thông vận tải
Giao thông vận tải ở Ba Lan gồm có đường sắt, đường bộ, đường thủy và đường hàng không. Kể từ khi gia nhập EU vào tháng 5 năm 2004, Ba Lan đã đầu tư một lượng lớn quỹ công vào các dự án hiện đại hóa mạng lưới giao thông của mình. Vào cuối năm 2017, Ba Lan có tổng cộng 3.421,7 km (2.126,1 mi) đường cao tốc. Ngoài những con đường mới được xây dựng này, nhiều con đường địa phương và khu vực đang được tu sửa như là một phần của chương trình quốc gia để tái thiết toàn bộ cơ sở hạ tầng đường bộ ở Ba Lan.
Năm 2015, cả nước có 19.000 km (11.800 mi) đường ray. Chính quyền Ba Lan hiện đang duy trì chương trình cải thiện tốc độ vận hành trên toàn bộ mạng lưới đường sắt Ba Lan. Để đạt được điều đó, Công ty Đường sắt quốc gia Ba Lan (PKP) đang đưa vào áp dụng các loại đầu máy xe lửa mới, về lý thuyết có khả năng tăng tốc lên tới 200 km/h (124 dặm / giờ). Ngoài ra, vào tháng 12 năm 2014, Ba Lan đã bắt đầu triển khai các tuyến đường sắt tốc độ cao kết nối các thành phố lớn của Ba Lan. Chính phủ Ba Lan đã tiết lộ rằng họ dự định kết nối tất cả các thành phố lớn với mạng lưới đường sắt cao tốc vào năm 2020. Ba Lan đang dần thực hiện Hệ thống quản lý giao thông đường sắt châu Âu. Các quy định hiện hành của Ba Lan cho phép các chuyến ETCS cấp 0 di chuyển với tốc độ lên tới 160 km / giờ, các chuyến tàu có ETCS cấp 1 có thể di chuyển với tốc độ lên tới 200 km/ giờ và các chuyến tàu có ETCS cấp 2 là trên 200 km/ giờ. Hầu hết các tuyến đường sắt kết nối liên vùng ở Ba Lan được điều hành bởi công ty PKP Intercity, trong khi các chuyến tàu địa phương được điều hành bởi nhiều doanh nghiệp, trong đó lớn nhất là Przewozy Regionalne.
Thị trường vận tải hàng không và hàng hải ở Ba Lan được phát triển khá tốt. Ba Lan có một số sân bay quốc tế, trong đó lớn nhất là Sân bay Warsaw Chopin, trung tâm toàn cầu của hãng hàng không LOT Ba Lan. Nó được thành lập vào năm 1929 từ sự hợp nhất của các hãng Aerolloyd (1922) và Aero (1925). Các sân bay quốc tế lớn khác bao gồm Sân bay quốc tế John Paul II ở Kraków, Sân bay Copernicus ở Wrocław, Sân bay Lech Wałęsa ở Gdańsk.
Các cảng biển nằm dọc theo bờ biển Baltic của Ba Lan, với hầu hết các hoạt động vận chuyển hàng hóa sử dụng Świnoujście, Police, Szczecin, Kołobrzeg, Gdynia, Gdańsk và Elbląg làm căn cứ. Phà chở khách nối Ba Lan với các nước Scandinavia quanh năm; Cảng Gdańsk là cảng duy nhất ở Biển Baltic có thể tiếp nhận tàu đại dương.

### Khoa học và công nghệ

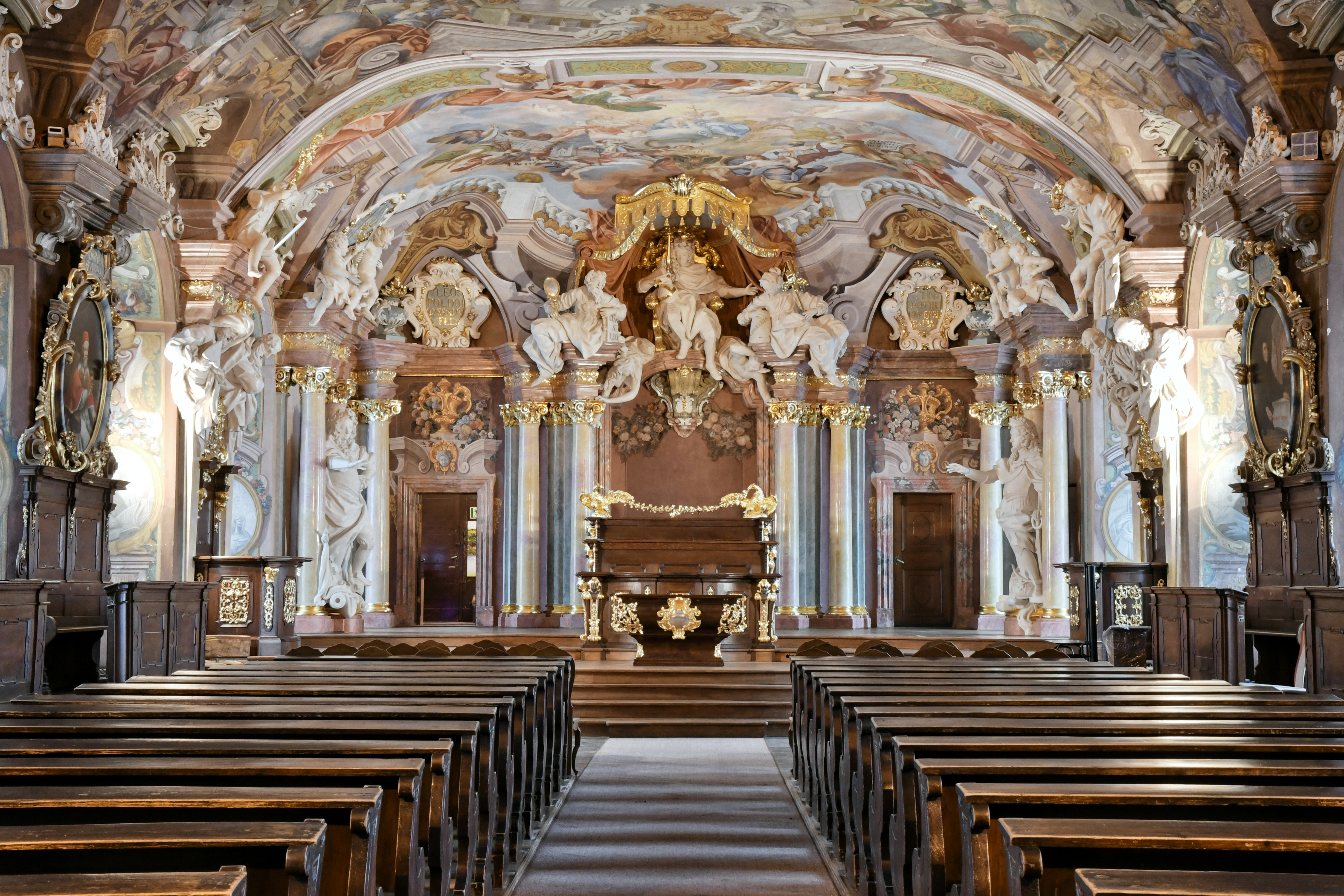
Trường Đại học Wroclaw - sảnh đường Leopoldina

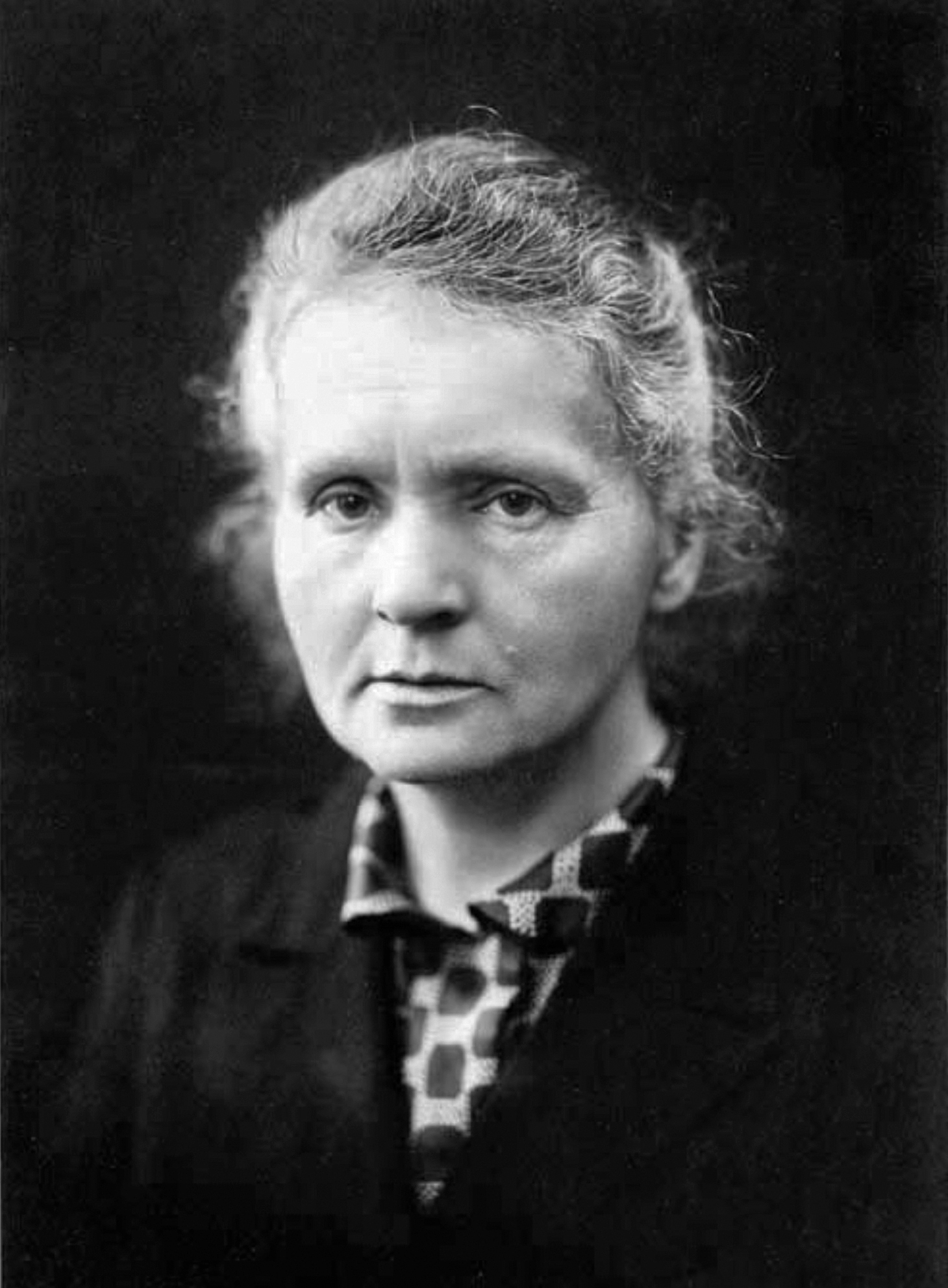
Nhà bác học nữ người Ba Lan Maria Skłodowska-Curie, người đầu tiên giành được 2 giải Nobel

Giáo dục trong xã hội Ba Lan đã được các vị vua cai trị quan tâm tới ngay từ thế kỷ XII. Cuốn danh mục thư viện Thánh đường Giáo hội Kraków có niên đại từ năm 1110 cho thấy ngay từ đầu thế kỷ XII tầng lớp trí thức Ba Lan đã tiếp cận với văn hóa châu Âu. Năm 1364, tại Kraków, Đại học Jagiellonian, do Vua Casimir III sáng lập đã trở thành một trong những trường đại học lớn và sớm nhất châu Âu. Năm 1773 Vua Stanisław August Poniatowski đã thành lập Hội đồng Giáo dục Quốc gia (Komisja Edukacji Narodowej), bộ giáo dục quốc gia đầu tiên trên thế giới. Ngày nay, Ba Lan có hơn một trăm viện giáo dục sau Trung học; các trường đại học truyền thống có tại các thành phố Gdańsk, Bydgoszcz, Katowice, Kraków, Lublin, Łódź,Olsztyn, Poznań, Rzeszów, Toruń, Warszawa và Wrocław cũng như các trường đại học kỹ thuật, y, kinh tế có mặt ở khắp nơi trên đất nước với khoảng 61.000 nhân viên. Có khoảng 300 viện nghiên cứu và phát triển với 10.000 nhà nghiên cứu. Tổng số có khoảng 91.000 nhà khoa học tại nước Ba Lan hiện nay.
Trong suốt chiều dài lịch sử, nhân dân Ba Lan đã có những đóng góp vô cùng đáng kể cho nhân loại trong các lĩnh vực khoa học, công nghệ và toán học. Nổi tiếng nhất là Nicolaus Copernicus (Mikołaj Kopernik), người đã nêu lên thuyết nhật tâm khẳng định Trái Đất quay quanh Mặt Trời. Những thành tựu và khám phá của Copernicus được coi là nền tảng của văn hóa và bản sắc văn hóa Ba Lan.
Các tổ chức giáo dục đại học của Ba Lan; các trường đại học truyền thống, cũng như các tổ chức kỹ thuật, y tế và kinh tế, có nhân sự bao gồm khoảng 61.000 nhà nghiên cứu cùng với đội ngũ nhân viên. Có khoảng 300 viện nghiên cứu và phát triển, với tổng cộng khoảng 10.000 nhà nghiên cứu. Tổng cộng, có khoảng 91.000 nhà khoa học ở Ba Lan ngày nay. Tuy nhiên, trong thế kỷ 19 và 20, nhiều nhà khoa học Ba Lan đã làm việc ở nước ngoài; một trong những nhà khoa học lưu vong nổi tiếng nhất là Maria Skłodowska-Curie, một nhà vật lý và hóa học sống phần lớn cuộc đời của bà ở Pháp.
Trong nửa đầu thế kỷ 20, Ba Lan là một trung tâm toán học hưng thịnh. Các nhà toán học xuất sắc người Ba Lan đã thành lập Trường Toán học Lwów (với những tên tuổi như Stefan Banach, Stanisław Mazur, Hugo Steinhaus, Stanisław Ulam) và Trường Toán học Warsaw (với những tên tuổi như Alfred Tarski, Kazimierz Kuratowski, Wacław Sierpiński và Antoni Zyg.
Hơn 40 trung tâm nghiên cứu và phát triển và 4.500 nhà nghiên cứu biến Ba Lan thành trung tâm nghiên cứu và phát triển lớn nhất ở Trung và Đông Âu. Các công ty đa quốc gia như: ABB, Delphi, GlaxoSmithKline, Google, IBM, Intel, LG Electronics, Microsoft, Motorola, Siemens và Samsung đều đã thành lập các trung tâm nghiên cứu và phát triển ở Ba Lan vì có sẵn lực lượng lao động trình độ cao, sự hiện diện của các trường đại học, sự hỗ trợ của chính quyền và có một thị trường lớn nhất ở Đông-Trung Âu. Theo báo cáo KPMG năm 2011, 80% các nhà đầu tư hiện tại của Ba Lan hài lòng với lựa chọn của họ và sẵn sàng tái đầu tư.

### Viễn thông và công nghệ thông tin
Lĩnh vực viễn thông chiếm 4.4% GDP (cuối năm 2000), so với 2.5% năm 1996. Tuy nhiên, dù có chi phí đầu tư cơ sở hạ tầng viễn thông lớn (mức độ sử dụng điện thoại chỉ tăng từ 78 trên 1000 dân năm 1989 lên 282 năm 2000)

mức độ sử dụng điện thoại di động 660 người trên 1000 dân (2005)
- Điện thoại - di động: 25.3 triệu (Raport Telecom Team 2005)
- Điện thoại - cố định: 12.5 triệu (Raport Telecom Team 2005)

## Nhân khẩu

Dân số Ba Lan từ năm 1900 đến năm 2010 (triệu dân)

Dân số của Ba Lan là 38,2 triệu người vào năm 2021. Ba Lan là quốc gia đông dân thứ chín ở châu Âu và là quốc gia đông dân thứ năm trong Liên minh châu Âu. Mật độ dân số của Ba Lan là 122 người trên kilômét vuông (320 người/sq mi). Tổng tỷ suất sinh ước tính là 1,2 con trên một phụ nữ vào năm 2023, thuộc nhóm tỷ suất sinh thấp nhất trên thế giới. Ngoài ra, dân số của Ba Lan đang già hóa nhanh, với tuổi trung bình là 42,2 tuổi.
Trong những năm gần đây, dân số Ba Lan đã có sự suy giảm do sự gia tăng di cư và giảm tỷ lệ sinh. Kể từ khi Ba Lan gia nhập Liên minh châu Âu vào ngày 1 tháng 5 năm 2004, một số lượng đáng kể người Ba Lan đã di cư ra nước ngoài, chủ yếu là tới Vương quốc Anh, Đức và Ireland để tìm kiếm cơ hội làm việc tốt hơn. Với điều kiện kinh tế ngày một cải thiện và mức lương trung bình của Ba Lan hiện đã ở mức 70% mức trung bình của EU trong năm 2016, xu hướng này bắt đầu giảm vào những năm 2010 và lực lượng lao động đang trở nên vô cùng cần thiết ở nước này.
| 20 cities or towns lớn nhất tại Ba Lan 2024 | 20 cities or towns lớn nhất tại Ba Lan 2024 | 20 cities or towns lớn nhất tại Ba Lan 2024 | 20 cities or towns lớn nhất tại Ba Lan 2024 | 20 cities or towns lớn nhất tại Ba Lan 2024 | 20 cities or towns lớn nhất tại Ba Lan 2024 | 20 cities or towns lớn nhất tại Ba Lan 2024 | 20 cities or towns lớn nhất tại Ba Lan 2024 | 20 cities or towns lớn nhất tại Ba Lan 2024 | 20 cities or towns lớn nhất tại Ba Lan 2024 |
|                                             | Hạng                                        | Tên                                         | Tỉnh                                        | Dân số                                      | Hạng                                        | Tên                                         | Tỉnh                                        | Dân số                                      |                                             |
| ------------------------------------------- | ------------------------------------------- | ------------------------------------------- | ------------------------------------------- | ------------------------------------------- | ------------------------------------------- | ------------------------------------------- | ------------------------------------------- | ------------------------------------------- | ------------------------------------------- |
| Warszawa Kraków                             | 1                                           | Warszawa                                    | Mazowsze                                    | 1,862,402                                   | 11                                          | Katowice                                    | Śląsk                                       | 278,090                                     | Wrocław Łódź                                |
| Warszawa Kraków                             | 2                                           | Kraków                                      | Małopolska                                  | 807,644                                     | 12                                          | Gdynia                                      | Pomorze                                     | 240,554                                     | Wrocław Łódź                                |
| Warszawa Kraków                             | 3                                           | Wrocław                                     | Dolny Śląsk                                 | 673,531                                     | 13                                          | Częstochowa                                 | Śląsk                                       | 204,703                                     | Wrocław Łódź                                |
| Warszawa Kraków                             | 4                                           | Łódź                                        | Łódź                                        | 648,711                                     | 14                                          | Rzeszów                                     | Podkarpacie                                 | 197,706                                     | Wrocław Łódź                                |
| Warszawa Kraków                             | 5                                           | Poznań                                      | Wielkopolska                                | 536,818                                     | 15                                          | Radom                                       | Mazowsze                                    | 194,916                                     | Wrocław Łódź                                |
| Warszawa Kraków                             | 6                                           | Gdańsk                                      | Pomorze                                     | 487,834                                     | 16                                          | Toruń                                       | Kujawy-Pomorze                              | 194,273                                     | Wrocław Łódź                                |
| Warszawa Kraków                             | 7                                           | Szczecin                                    | Pomorze Zachodnie                           | 387,700                                     | 17                                          | Sosnowiec                                   | Śląsk                                       | 185,930                                     | Wrocław Łódź                                |
| Warszawa Kraków                             | 8                                           | Lublin                                      | Lublin                                      | 328,868                                     | 18                                          | Kielce                                      | Świętokrzyskie                              | 181,211                                     | Wrocław Łódź                                |
| Warszawa Kraków                             | 9                                           | Bydgoszcz                                   | Kujawy-Pomorze                              | 324,984                                     | 19                                          | Gliwice                                     | Śląsk                                       | 169,259                                     | Wrocław Łódź                                |
| Warszawa Kraków                             | 10                                          | Białystok                                   | Podlasie                                    | 290,907                                     | 20                                          | Olsztyn                                     | Warmia-Mazury                               | 166,697                                     | Wrocław Łódź                                |

### Tôn giáo
| Tôn giáo tại Ba Lan | Tôn giáo tại Ba Lan | Tôn giáo tại Ba Lan | Tôn giáo tại Ba Lan | Tôn giáo tại Ba Lan |
| ------------------- | ------------------- | ------------------- | ------------------- | ------------------- |
|                     |                     |                     |                     |                     |
| Công giáo Roma      | Công giáo Roma      |                     | 87.6%               | 87.6%               |
| Không xác định      | Không xác định      |                     | 7.1%                | 7.1%                |
| Khác                | Khác                |                     | 3.1%                | 3.1%                |
| Thuyết vật linh     | Thuyết vật linh     |                     | 2.2%                | 2.2%                |

Theo kết quả điều tra dân số năm 2021, 71,3% dân số Ba Lan theo Công giáo, 6,9% không tôn giáo và 20,6% không trả lời.
Ba Lan là một trong những quốc gia sùng đạo nhất ở châu Âu. Công giáo là một phần của bản sắc dân tộc Ba Lan và Giáo hoàng Gioan Phaolô II rất được tôn kính. Trong một cuộc khảo sát năm 2015, 61,6% người trả lời cho biết tôn giáo rất quan trọng đối với họ. Tuy nhiên, tỷ lệ đi lễ nhà thờ đã giảm mạnh trong những năm gần đây; chỉ 28% giáo dân đi dự thánh lễ hàng tuần vào năm 2021, giảm từ 50% vào năm 2000. Người trẻ Ba Lan có xu hướng ít sùng đạo so với thế hệ trước và Ba Lan là một trong những quốc gia thế tục hóa nhanh nhất theo một cuộc khảo sát năm 2018.
Bộ trưởng Phát triển Ba Lan Mateusz Morawiecki đã kêu gọi người Ba Lan ở nước ngoài nên quay lại Ba Lan. Người thiểu số thuộc dân tộc Ba Lan vẫn còn hiện diện ở nhiều quốc gia láng giềng như Ukraine, Belarus và Litva, cũng như ở nhiều quốc gia khác. Tổng cộng, số người Ba Lan sống ở nước ngoài được ước tính là khoảng 20 triệu. Số lượng người Ba Lan định cư tại nước ngoài nhiều nhất là ở Hoa Kỳ, Đức, Anh và Canada.

### Y tế
Năm 2020, tuổi thọ trung bình của Ba Lan là 79 tuổi (75 tuổi đối với nam và 83 tuổi đối với nữ); tỷ lệ tử vong trẻ sơ sinh ở mức 4/1.000). Năm 2019, nguyên nhân gây tử vong chính là bệnh động mạch vành; bệnh liên quan đến hệ tuần hoàn là nguyên nhân của 45% số lượng tử vong. Trong cùng năm, Ba Lan cũng là quốc gia nhập khẩu dược phẩm nhiều thứ trên thế giới.

## Văn hoá
Văn hóa Ba Lan có lịch sử lâu dài hàng nghìn năm, có ảnh hưởng từ cả phương Đông và phương Tây. 

### Nghệ thuật

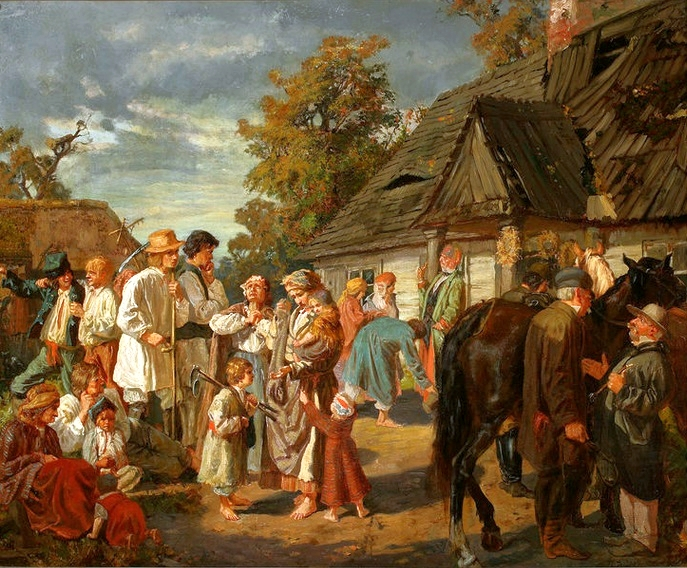
"Ngày trả lương" do Józef Chełmoński; vẽ năm 1869

Ngày nay, chúng ta vẫn thấy các ảnh hưởng đó trong kiến trúc, văn hóa dân gian và nghệ thuật Ba Lan. Ba Lan cũng nằm trong vùng ảnh hưởng từ các nước như Ý, Đế chế Ottoman, Pháp và Mỹ. Giáo hoàng John Paul II, Fryderyk Chopin, Mikołaj Copernicus, Lech Wałęsa, Henryk Sienkiewicz, Adam Mickiewicz, Jan Matejko, Marie Curie, Roman Polański, Witold Gombrowicz và nhiều người khác đều là công dân Ba Lan.
- Hội họa
- Kiến trúc
- Âm nhạc
- Sân khấu
- Điện ảnh

Điện ảnh Ba Lan bắt đầu từ năm 1902, trải qua nhiều biến động lịch sử đã đạt được một số thành tựu và hiện đang trong quá trình hội nhập với thế giới.

### Ẩm thực
Những món ăn nổi tiếng của ẩm thực Ba Lan gồm bigos, kiełbasa, barszcz (súp củ cải đỏ), czernina (súp tiết vịt), schabowy z kapustą, pierogi, gołąbki và nhiều món khoai tây khác.

### Cơ quan chính phủ
| Tìm hiểu thêm về Poland tại các dự án liên quan |                                   |
| Tìm kiếm Wiktionary                             | Từ điển từ Wiktionary             |
| Tìm kiếm Commons                                | Tập tin phương tiện từ Commons    |
| Tìm kiếm Wikinews                               | Tin tức từ Wikinews               |
| Tìm kiếm Wikiquote                              | Danh ngôn từ Wikiquote            |
| Tìm kiếm Wikisource                             | Văn kiện từ Wikisource            |
| Tìm kiếm Wikibooks                              | Tủ sách giáo khoa từ Wikibooks    |
| Tìm kiếm Wikiversity                            | Tài nguyên học tập từ Wikiversity |

- Sejm - Sejm - lower chamber of the Parliament
- Senat Lưu trữ ngày 15 tháng 6 năm 2006 tại Wayback Machine - Senate - upper chamber of the Parliament
- Prezydent Lưu trữ ngày 15 tháng 6 năm 2006 tại Wayback Machine - President of the Republic of Poland, Tổng thống
- KPRM - Prime Minister's Office
- Sąd Najwyższy Lưu trữ ngày 3 tháng 4 năm 2005 tại Wayback Machine - Supreme Court
- Trybunał Konstytucyjny Lưu trữ ngày 18 tháng 4 năm 2009 tại Wayback Machine - Constitutional Tribunal
- National Bank of Poland
- The Poland.pl portal
- Warsaw Stock Exchange
- GUS - Central Statistical Office

### Du lịch Ba Lan
- Polish Guide of the Ministry of Foreign Affairs (poland.gov.pl) Lưu trữ ngày 29 tháng 10 năm 2008 tại Wayback Machine
- Polish National Tourist Office (poland-tourism.pl, a part of pot.gov.pl) Lưu trữ ngày 14 tháng 6 năm 2006 tại Wayback Machine
- Parks in Poland National parks, wetlands, biosphere reserves and other protected areas

### Các website tiếng Anh về Ba Lan
- poland.gov.pl - the governmental page about Poland for international visitors Lưu trữ ngày 29 tháng 10 năm 2008 tại Wayback Machine
- Polish Forums - discussions about Poland and Polish people
- Centreurope.org: Poland section
- World History Database Chronology of Poland Lưu trữ ngày 29 tháng 8 năm 2006 tại Wayback Machine
- Poland main cities satellite views. Latitude and longitude coordinates Lưu trữ ngày 14 tháng 1 năm 2007 tại Wayback Machine

### Tin tức bằng tiếng Anh về Ba Lan
- Warsaw Voice, an English-language newspaper
- Warsaw Business Journal, an English-language newspaper Lưu trữ ngày 17 tháng 1 năm 2021 tại Wayback Machine
- PolBlog - Polish News Site Lưu trữ ngày 7 tháng 2 năm 2006 tại Wayback Machine
- - Google News listing stories about Poland

### Tin tức bằng tiếng Pháp về Ba Lan
- Święta Polska News, a French-language newspaper about Poland and Polish communauties all over the World[liên kết hỏng]

Bản mẫu:Ba Lan
Bản mẫu:Baltic
Bản mẫu:Các quốc gia Slav